# Esko Praha
Esko Praha (označováno jako linky S) je systém městské a příměstské železnice v Praze a Středočeském kraji, který je integrován do Pražské integrované dopravy (PID). Systém zahrnuje osobní, spěšné vlaky a vybrané rychlíky (částečná integrace). Některé linky přesahují i do sousedních krajů. Pod tímto názvem je systém v provozu od 9. prosince 2007. V rámci systému PID jsou také v provozu speciální (sezónní) linky, které jsou označeny písmenem T a případně dalším názvem (například Pražský motoráček).

## Linky
Páteřní linky S1 až S9 jsou číslovány radiálně z Prahy proti směru hodinových ručiček. Ostatní linky spojují 2 páteřní linky a jejich číslo je tvořeno číslicemi páteřních linek (např. linka S12 spojuje linku S1 a S2), nebo na páteřní linku navazují, případně jsou její variantou a jejich číslo je tvořeno číslem páteřní linky a následně číslicí 0–9 (např. linka S30 navazuje na páteřní linku S3). Spěšné / Zrychlené linky R41 až R49 jsou číslovány a navazují na linky S (např. Linka R49 jede ve stejné trase jako linka S9).

### Páteřní linky a jejich varianty
| Linka        | Trasa | Délka         | Počet stanic | Interval                                                       | Interval                                            | Dopravce     | Poznámka |
| Linka        | Trasa | Délka         | Počet stanic | Špička                                                         | Sedlo a víkend                                      | Dopravce     | Poznámka |
| ------------ | --- | ------------- | ------------ | -------------------------------------------------------------- | --------------------------------------------------- | ------------ | --- |
| S1           | Praha Masarykovo nádraží – Úvaly – Český Brod - Poříčany                                                                | 34 km (40 km) | 11 (13)      | (15 minut mezi Praha Masarykovo nádraží - Český Brod) 30 minut | 30 minut                                            | České dráhy  | |
| S1           | Český Brod - Poříčany – Pečky - Kolín                                                                                   | 62 km         | 20           | 30 minut (Český Brod - Poříčany) 60 minut                      | 60 minut                                            | České dráhy  | ve špičce linka zkrácena do Poříčan kde navazuje linka R41                                                                                          |
| S2           | Praha hlavní nádraží – Čelákovice – Lysá nad Labem – Nymburk hlavní nádraží – Poděbrady – Kolín                         | 73 km         | 21           | (30 minut mezi Praha hl. n - Lysá n Labem) 60 minut            | (30 minut mezi Praha hl. n - Lysá n Labem) 60 minut | České dráhy  | některé spoje končí v Poděbradech, některé v Nymburce a většina spojů nestaví ve Veltrubech a Kolíně-Zálábí                                         |
| S22          | Praha hlavní nádraží – Čelákovice – Lysá nad Labem – Milovice                                                           | 40 km         | 10           | (30 minut mezi Praha hl. n - Lysá n Labem) 60 minut            | (30 minut mezi Praha hl. n - Lysá n Labem) 60 minut | České dráhy  | ve všedních dnech ráno a odpoledne nahrazena prodlouženou linkou S9                                                                                 |
| S3           | Praha hlavní nádraží – Neratovice – Všetaty – Mělník / Mladá Boleslav hlavní nádraží – Mladá Boleslav město             | 82 km         | 25           | 60 minut                                                       | 60 minut                                            | České dráhy  | |
| S34          | Praha Masarykovo nádraží – Praha-Čakovice                                                                               | 19 km         | 6            | 60 minut                                                       | 60 minut                                            | KŽC Doprava  | v provozu pouze v pracovní dny |
| S4           | Praha Masarykovo nádraží – Roztoky u Prahy – Kralupy nad Vltavou                                                        | 27 km         | 12           | 30 minut                                                       | 30 minut                                            | České dráhy  | |
| S4           | Kralupy nad Vltavou – Hněvice – Roudnice nad Labem ( – Bohušovice nad Ohří – Lovosice – Ústí nad Labem hlavní nádraží)  | 57 km (66 km) | 21 (24)      | 60 minut                                                       | 120 minut                                           | České dráhy  | z Hněvic pokračuje dále jako linka U4 Dopravy Ústeckého kraje (DÚK)                                                                                 |
| S40          | Kralupy nad Vltavou - Podlešín - Slaný                                                                                  | 20 km         | 10           | 60 minut                                                       | 60 minut                                            | České dráhy  | Některé spoje pokračují ze stanice Slaný jako linka U40 směr Louny                                                                                  |
| S45          | Kladno - Kralupy nad Vltavou                                                                                            | 25 km         | 11           | 60 minut                                                       | 120 minut                                           | České dráhy  | Spoje končící ve stanici Kladno-Ostrovec pokračují jako linka S5 směr Praha Masarykovo nádraží                                                      |
| S49          | Praha-Hostivař – Praha-Libeň – Roztoky u Prahy                                                                          | 21 km         | 6            | 30 minut                                                       | 60 minut                                            | RegioJet     | |
| S5           | Praha Masarykovo nádraží – Hostivice – Kladno – Kladno-Dubí                                                             | 33 km         | 12           | 60 minut                                                       | 60 minut                                            | České dráhy  | Spoje končicí ve stanici Kladno-Ostrovec pokračují jako linka S45 směr Kralupy nad Vltavou                                                          |
| S6           | Praha-Smíchov – Rudná u Prahy – Nučice zastávka – Loděnice – Vráž u Berouna – Beroun                                    | 34 km         | 14           | (30 minut) 60 minut                                            | (60 minut) 120 minut                                | České dráhy  | v úseku Praha – Nučice takt 30 minut |
| S60          | Beroun – Zdice – Lochovice – Jince – Příbram – Milín – Březnice – Bělčice – Blatná ( – Sedlice – Radomyšl – Strakonice) | 107 km        | 32           | 120 minut                                                      | 120 minut                                           | České dráhy  | v celé trase Beroun – Strakonice a zpět jezdí pouze některé spoje, přičemž nejčastější jsou spoje mezi Berounem a Blatnou                           |
| S61          | Praha-Vršovice – Praha hlavní nádraží – Praha-Libeň – Praha-Běchovice – Úvaly                                           | 23 (26) km    | 8 (9)        | 30 minut                                                       | 60 minut                                            | RegioJet     | v úseku Praha hlavní nádraží – Praha-Vršovice v provozu pouze o víkendech a svátcích                                                                |
| S7           | Praha hlavní nádraží – Černošice – Dobřichovice – Řevnice – Zadní Třebaň – Karlštejn – Beroun                           | 43 km         | 13           | (15 minut mezi Praha-Smíchov - Řevnice) 30 minut               | 30 minut                                            | České dráhy  | |
| S70          | Beroun – Zdice – Hořovice – Kařez – Rokycany ( – Ejpovice – Plzeň hlavní nádraží – Dobřany – Přeštice – Klatovy)        | 30 km (47 km) | 9 (14)       | 60 minut (120 minut mezi Beroun - Hořovice)                    | 120 minut                                           | České dráhy  | z Kařezu pokračuje dále jako linka P2 Integrované dopravy Plzeňského kraje (IDPK)                                                                   |
| S8           | Praha hlavní nádraží – Vrané nad Vltavou – Jílové u Prahy – Týnec nad Sázavou – Čerčany                                 | 60 km         | 25           | 60 minut                                                       | 120 minut                                           | České dráhy  | |
| S88          | Praha hlavní nádraží – Vrané nad Vltavou – Čisovice – Mníšek pod Brdy – Dobříš                                          | 55 km         | 23           | 60 minut                                                       | 120 minut                                           | České dráhy  | některé spoje ve všední dny končí v Čisovicích, některé spoje nezastavují v Klínci                                                                  |
| S9           | Praha hlavní nádraží – Říčany – Strančice – Čerčany – Benešov u Prahy                                                   | 49 (89) km    | 19 (28)      | 15 minut                                                       | 15 minut (o víkendu 30 minut)                       | České dráhy  | |
| S9           | Milovice – Lysá nad Labem – Čelákovice – Praha hlavní nádraží – Říčany – Strančice                                      | 66 km         | 20           | 30 minut                                                       | -                                                   | České dráhy  | v úseku Milovice – Praha hlavní nádraží v provozu pouze ve špičkách pracovních dnů nahrazuje linku S22                                              |
| Spěšné Vlaky | |               |              |                                                                |                                                     |              | |
| R41          | Praha – Český Brod – Poříčany – Kolín – Kutná Hora                                                                      | 62 km         | 11           | 30 minut                                                       | -                                                   | České dráhy  | V provozu jen ve špičce všedních dnů v úseku Poříčany – Kolín nahrazuje linku S1 ve špičkách všedních dnů, v úseku Kolín – Kutná Hora takt 60 minut |
| R42          | Praha – Lysá nad Labem – Nymburk – Kolín                                                                                | 73 km         | 12           | 60 minut                                                       | -                                                   | České dráhy  | v provozu jen ve špičkach pracovních dnů |
| R43          | Praha – Všetaty – Mladá Boleslav – Turnov                                                                               | 102 km        | 21           | 120 minut                                                      | Jednotlivé spoje                                    | České dráhy  | |
| R44          | Praha – Kralupy nad Vltavou – Slaný                                                                                     | 47 km         | 13           | Jednotlivé spoje                                               | -                                                   | České dráhy  | ze stanice Kralupy nad Vltavou pokračuje jako linka S40 ve směru Slaný                                                                              |
| R45          | Praha – Hostivice – Kladno                                                                                              | 29 km         | 6            | 60 minut                                                       | 120 minut                                           | České dráhy  | |
| R49          | Praha – Benešov u Prahy – Olbramovice ( – Tábor)                                                                        | 99 km         | 14 (16)      | 60 minut                                                       | Jednotlivé spoje                                    | České dráhy  | vybrané spoje pokračují do stanice Tábor |
| Rychlíky     | |               |              |                                                                |                                                     |              | |
| R9           | Praha – Kolín – Kutná Hora – Čáslav - Světlá nad Sázavou                                                                | 123 km        | 8            | 60 minut                                                       | 120 minut                                           | České dráhy  | |
| R10          | Praha – Nymburk – Poděbrady – Chlumec nad Cidlinou                                                                      | 89 km         | 5            | 60 minut                                                       | 60 minut                                            | České dráhy  | |
| R16          | Praha – Beroun – Zdice – Hořovice – Kařez - Rokycany                                                                    | 90 km         | 7            | 60 minut                                                       | 60 minut                                            | České dráhy  | |
| R17          | Praha – Benešov u Prahy – Olbramovice                                                                                   | 64 km         | 5            | 60 minut                                                       | 60 minut                                            | České dráhy  | |
| R18/R19      | Praha – Kolín – Přelouč                                                                                                 | 94 km         | 5            | 60 minut                                                       | 60 minut                                            | České dráhy  | |
| R20          | Praha – Kralupy nad Vltavou – Roudnice nad Labem                                                                        | 66 km         | 6            | 60 minut                                                       | 120 minut                                           | České dráhy  | |
| R21          | Praha – Všetaty – Mladá Boleslav – Turnov                                                                               | 102 km        | 9            | 120 minut                                                      | 120 minut                                           | Arriva vlaky | |
| R22          | Kolín – Nymburk – Mladá Boleslav – Bakov nad Jizerou – Doksy (- Staré Splavy)                                           | 94 km         | 9            | 120 minut                                                      | 120 minut                                           | Arriva vlaky | |
| R23          | Kolín – Nymburk – Lysá nad Labem – Všetaty – Mělník – Štětí                                                             | 85 km         | 9            | 120 minut                                                      | 120 minut                                           | RegioJet     | |
| R24          | Praha – Kladno – Rakovník                                                                                               | 67 km         | 9            | 120 minut                                                      | 120 minut                                           | Arriva vlaky | |
| R26          | Praha – Beroun – Zdice – Příbram – Březnice – Mirovice – Čimelice                                                       | 111 km        | 10           | 120 minut                                                      | 120 minut                                           | Arriva vlaky | |

## Historie

### Tarifní integrace
Od 1. října 1992 a od 1. července 1994 byla postupně platnost předplatních časových jízdenek MHD v Praze rozšířena i na železnici, od 31. května 1995 bylo pro železniční dopravu za hranicemi Prahy zavedeno i vnější pásmo PID a od 1. ledna 1996 čtyři vnější pásma a 28. května 2000 páté. Na některých tratích jsou stanice a zastávky postupně vybavovány označovači jízdenek a zaváděna tzv. plná integrace, tj. platnost krátkodobých přestupních jízdenek MHD a PID. První takové úseky byly vyhlášeny k 30. květnu 1999 na tratích č. 171 (směrem k Berounu) a 221 (směrem k Benešovu), od 30. září 2001 na části trati č. 011 (ke Kolínu), od 15. prosince 2002 na částech tratí č. 070, 231 a 232, od 15. června 2003 na částech tratí č. 093 a 120, od 14. prosince 2003 na trati č. 091, od 13. června 2004 na zbylé části trati č. 171, od 12. prosince 2004 na další části trati č. 011 a části trati 060, od 28. listopadu 2005 na části trati č. 210, od 2. prosince 2005 na další části trati č. 231 a od 1. června 2010 na trati 122 v úseku Praha hlavní nádraží – Hostivice. Úseky s plnou integrací se nacházejí na nejfrekventovanějších linkách systému Esko.
Zpočátku byly v PID zaintegrovány jen osobní a spěšné vlaky, postupně přibývaly vybrané rychlíky (pouze 2. vozová třída).
Pro jízdní řád 2008 byly do PID plně zaintegrovány všechny rychlíky na tratích 070 (linka R3) v úseku Praha – Všetaty a 120 (linka R5) v úseku Praha – Kladno a vybrané rychlíky na trati 091 (linka R4) v úseku Praha – Kralupy nad Vltavou. Od 11. prosince 2011 byly i na trati 091 (linka R4) v úseku Praha – Kralupy nad Vltavou zaintegrovány již všechny rychlíky.
V roce 2008 byly do PID začleněny též některé rychlíky mezi stanicemi Praha-Vršovice a Praha hlavní nádraží, pokračující po tratích 011, 070 či 231. Od 14. prosince 2008 byly v úseku Praha-Vršovice – Praha hlavní nádraží zaintegrovány všechny rychlíky, tj. včetně rychlíků z trati 221, zejména kvůli zajištění návaznosti na trať 210, jejíž vlaky byly ukončeny ve stanici Praha-Vršovice. Pro jízdní řád 2011 byly v tomto úseku zaintegrovány pouze rychlíky pokračující po trati 070.
O budoucí integraci železnice se uvažovalo i v rámci Středočeské integrované dopravy, nikdy k tomu však nedošlo.

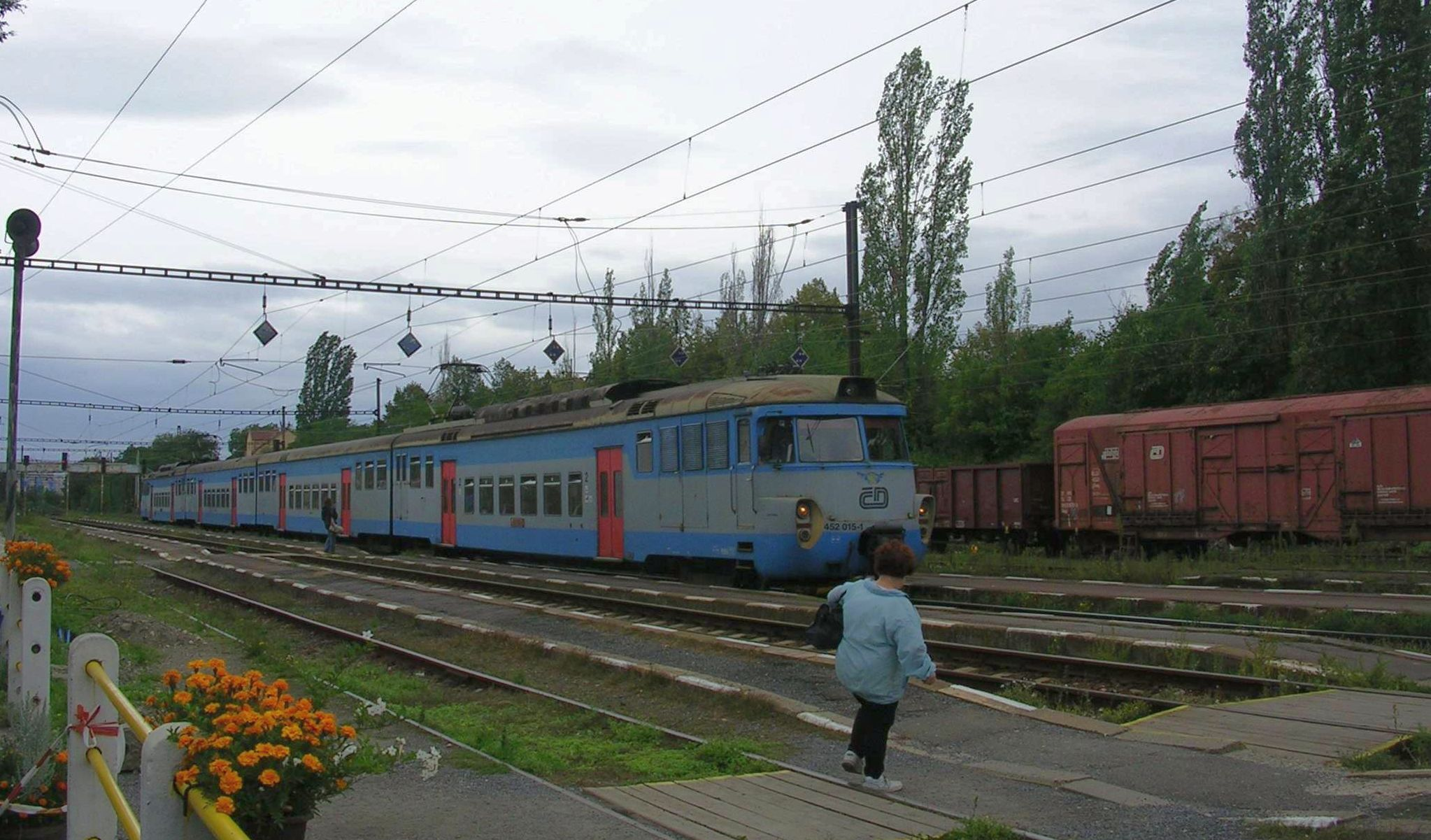
Příměstská elektrická jednotka 452/052 linky S9 ve stanici Praha-Hostivař v roce 2006

### Rozvoj intervalové dopravy
Od počátku 90. let 20. století docházelo postupně k zavádění intervalového provozu osobních vlaků na hlavních tratích pražského regionu. Postupně je tento provoz více integrován mezi ostatní městskou a příměstskou dopravu, zejména v rámci systému Pražské integrované dopravy, plánuje se budování nových zastávek, zřizování nových linek a posílení významu železniční dopravy na úroveň S-Bahnu běžného v německojazyčných zemích. Významným impulsem pro byla povodeň v roce 2002, při níž železnice zajišťovala bezproblémově dopravu v relacích, kde ostatní druhy dopravy, zejména zaplavené metro, selhaly.
V prosinci 2002 byl pro systém příměstské (aglomerační) železniční dopravy propagován název Metropolitní linie a v omezené míře se začal používat, víceméně neoficiálně, systém číslování příměstských „železničních linek“, který byl od té doby dvakrát zásadněji změněn. Na soupravách s elektronickými ukazateli a v některých dalších informačních materiálech byly linky označovány písmenem S doplněným o rozlišovací číslo – fakticky však nadále hlavní roli v informačním systému hrála původní čísla traťových oddílů, které tehdejší linky v podstatě nepřekračovaly. V prosinci 2007 bylo, zpočátku nepříliš důrazně, zavedeno logo (v kombinaci bílé a dvou odstínů modré barvy) a název Esko.

## Vývoj linkového systému

### Metropolitní linie (2002)

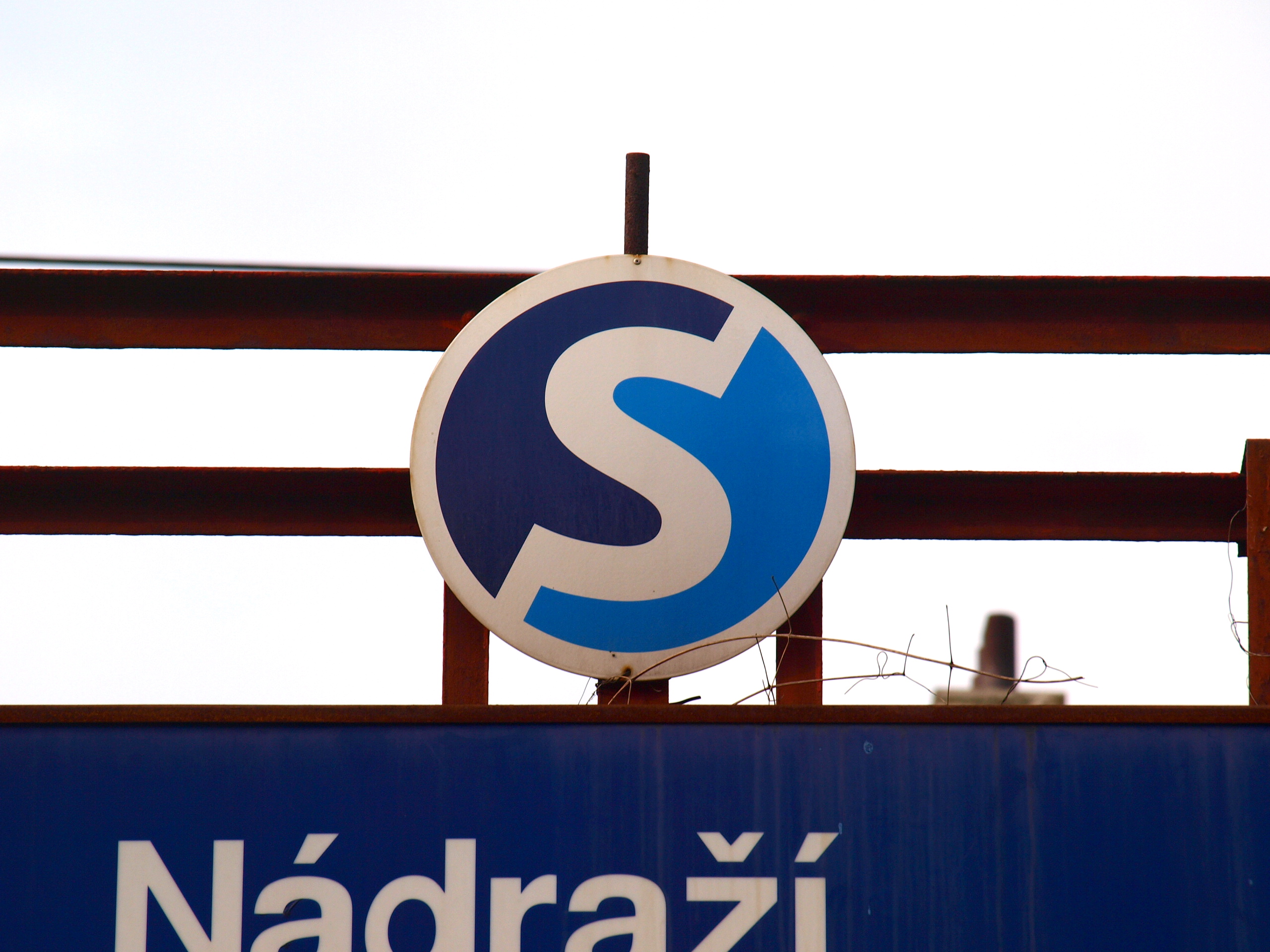
Esko na podchodu u vstupu do nádraží Praha-Vysočany.

Od 15. prosince 2002 v rámci informační kampaně o Metropolitních liniích začalo být užíváno na elektronických zobrazovačích na vlakových soupravách řady 471 číslování linek, kde vydrželo až do doby nahrazení dalším systémem číslování. V ostatních informačních materiálech se toto číslování tehdy příliš neujalo a po utichnutí krátké kampaně nebylo oficiálně uváděno v tištěných jízdních řádech, na webu Českých drah ani na webu ROPIDu.
- S1 (na trati č. 011): Praha Masarykovo nádraží – Praha-Libeň – Praha-Kyje – Praha-Dolní Počernice – Praha-Běchovice – Praha-Klánovice – Úvaly – Tuklaty – Rostoklaty – Český Brod – Klučov – Poříčany – Tatce – Pečky – Cerhenice – Velim – Nová Ves u Kolína – Kolín
- S2 (na tratích č. 231 a 232): Praha Masarykovo nádraží – Praha-Vysočany – Praha-Horní Počernice – Zeleneč – Mstětice – Čelákovice – Lysá nad Labem – Stratov – … – Nymburk hlavní nádraží – Poděbrady – Kolín (Po dostavbě Nového spojení měla tato linka vycházet ze stanice Praha hlavní nádraží).
- S9 (na trati č. 221): Praha hlavní nádraží – Praha-Vršovice – Praha-Strašnice – Praha-Hostivař – Praha-Horní Měcholupy – Praha-Uhříněves – Praha-Kolovraty – Říčany – Světice – Strančice – Mnichovice – Mirošovice u Prahy – Senohraby – Čtyřkoly – Pyšely – Čerčany – … – Benešov u Prahy
- S5 (na trati č. 120): Praha Masarykovo nádraží – Praha-Bubny – Praha-Dejvice – Praha-Veleslavín – Praha-Ruzyně – Hostivice – Jeneč – Pavlov – Unhošť – Kladno – Kladno-Rozdělov – Kamenné Žehrovice – … – Stochov
- S7 (na trati č. 171): Praha hlavní nádraží – Praha-Smíchov – Praha-Velká Chuchle – Praha-Radotín – Černošice – Černošice-Mokropsy – Všenory – Dobřichovice – Řevnice – Zadní Třebaň – Karlštejn – Srbsko – Beroun – Beroun-Králův Dvůr – Beroun-Popovice – … – Zdice
- S4 (na trati č. 091): Praha Masarykovo nádraží – Praha-Holešovice zastávka – Praha-Bubeneč – Praha-Sedlec – Roztoky u Prahy – Roztoky-Žalov – Úholičky – Řež – Libčice nad Vltavou-Letky – Libčice nad Vltavou – Dolany – Kralupy nad Vltavou – Nelahozeves zámek – Nelahozeves – Nové Ouholice – Mlčechvosty – Vraňany – … – Roudnice nad Labem
- S3 Praha hlavní nádraží – Kbely
- S6 Praha-Smíchov – Řeporyje
- S8 Praha-Vršovice – Modřany
- S34 Praha Masarykovo nádraží – Praha-Čakovice
- S41 Roztoky u Prahy – Praha-Libeň

### Městská železniční linka

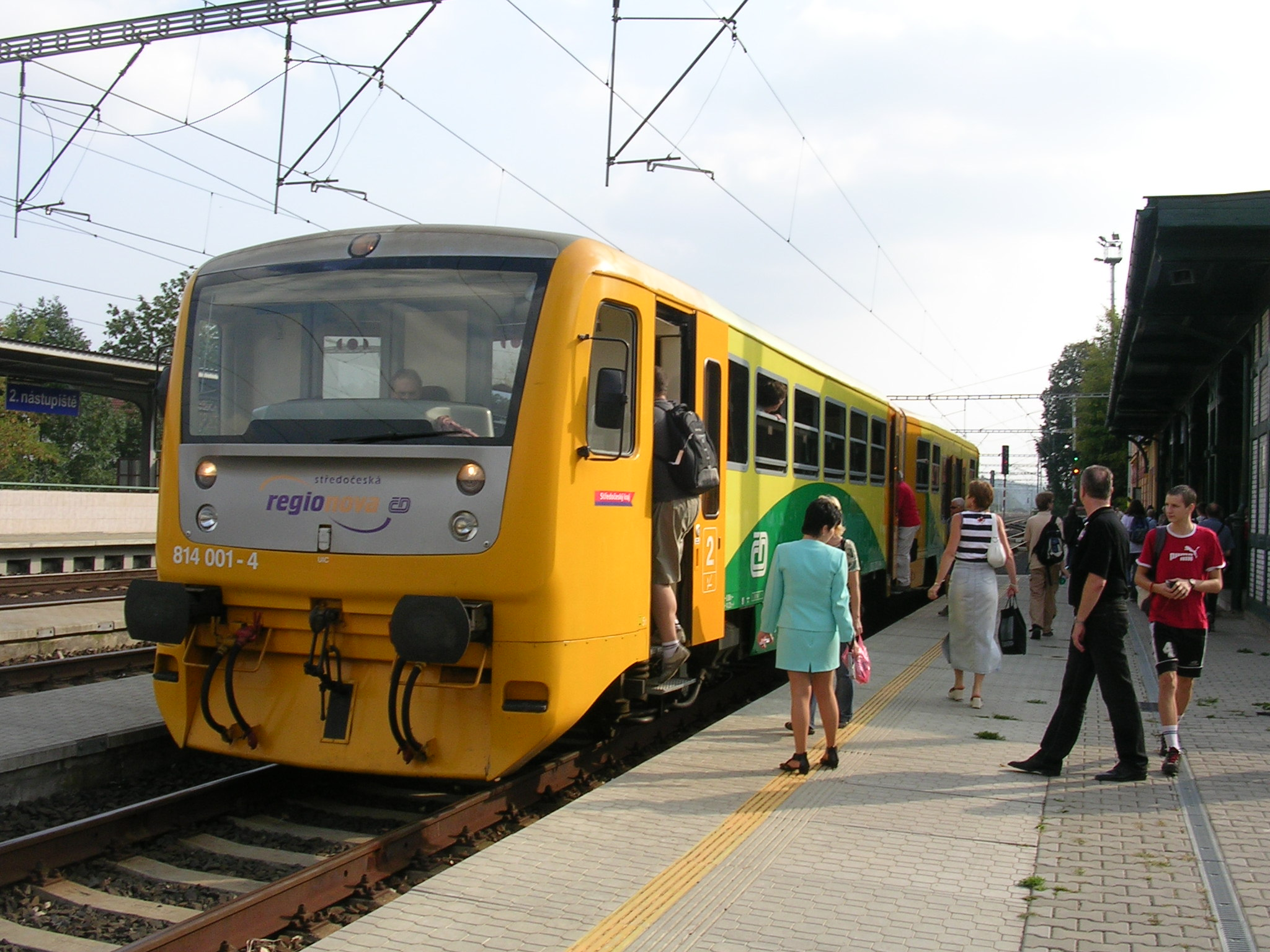
Motorová jednotka Regionova na lince S41 v Roztokách u Prahy

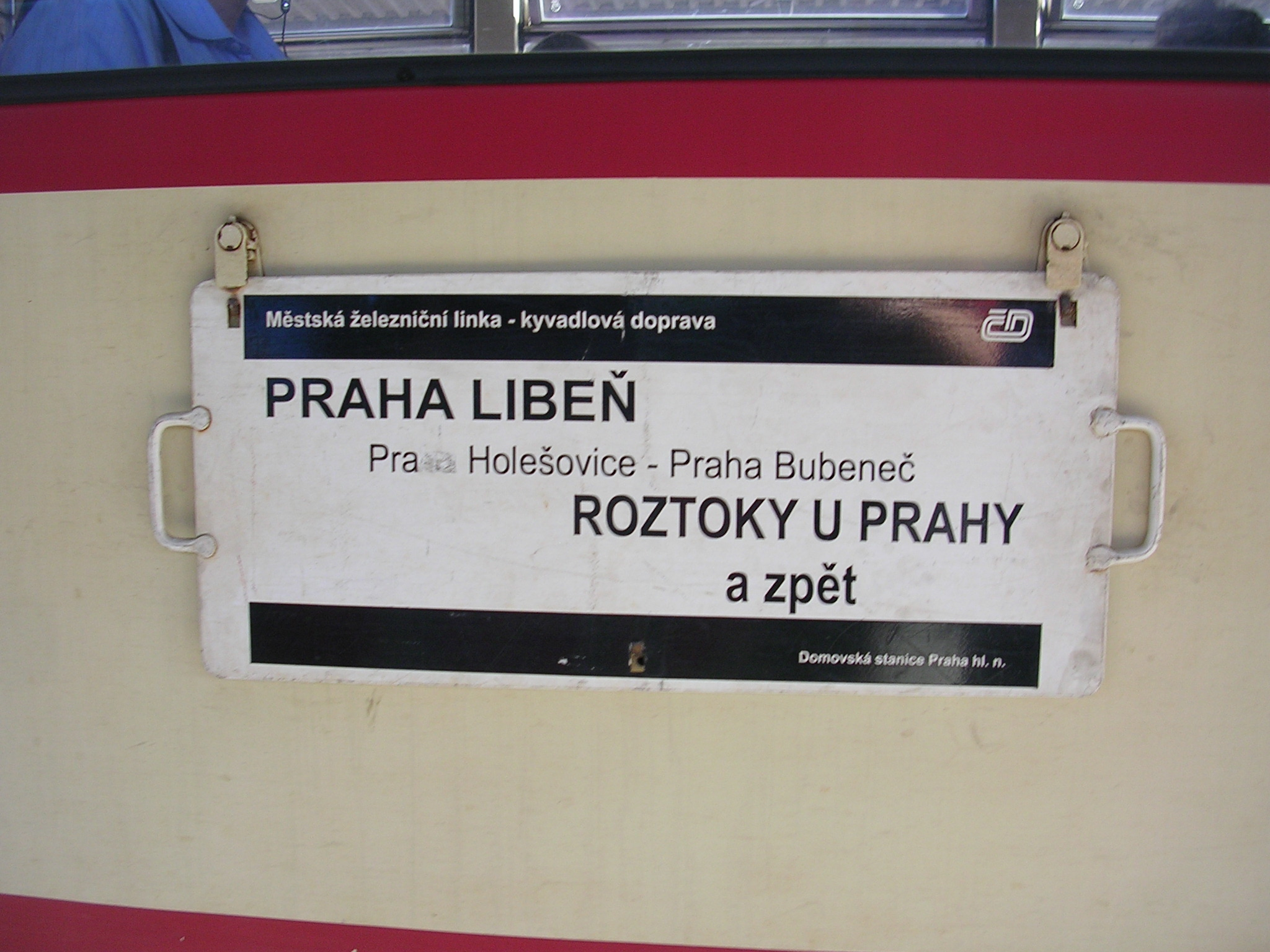
Označení vozu tzv. městské železniční linky

Mimo systém stávajících traťových oddílů i číslovaných linek byla od 19. dubna 2004 zavedena takzvaná městská linka (jejíž traťový jízdní řád byl od počátku až do jízdního řádu 2015 označován místo čísla značkou ML, od jízdního řádu 2016 je veden jako trať 091) v trase Praha-Libeň – Praha-Holešovice – Praha-Bubeneč – Praha-Sedlec – Roztoky u Prahy. Od 9. prosince 2007 je tato linka oficiálně označována také jako S41. Provoz byl zahájen soupravami 451/452, ty byly brzy nahrazeny motorovým vozem řady 810, od roku 2007 zde jezdí i motorová souprava Regionova (814/914). Od roku 2015 jezdily v pracovních dnecg EJ ř. 451/452, o víkendu a dnech pracovního klidu motorové vozy 809.
V době zavedení se hovořilo o brzkém prodloužení linky z libeňského konce směrem k Hostivaři a podél Jižní spojky případně až na Smíchov, s možností vybudovat nové zastávky ve Strašnicích u depa metra Hostivař a v Zahradním Městě, případně o zavedení dalších městských linek. V roce 2006 České dráhy popsaly plán na zavedení tří tangenciálních městských linek (pod označením S30, S31 a S32) s využitím a modernizací stávajících tratí užívaných převážně jen pro nákladní dopravu a vybudováním nových zastávek. Město se však rozhodlo neinvestovat do projektu vlastní peníze, pokud významně nepřispěje i stát.
18. září 2006 při propagační akci Den pražské železnice v rámci Evropského týdne mobility byly vybrané spoje městské linky výjimečně prodlouženy až do stanice Praha-Hostivař a na linku byly tento den nasazeny nové motorové jednotky Regionova (814/914) a příměstské jednotky CityElefant (471/071/971) jako ukázka, jak by v budoucnu městský železniční provoz měl vypadat.
Od 12. prosince 2010 byl na lince S41 byl zaveden i víkendový provoz, a to v intervalu 60 minut v trase prodloužené z nádraží Praha-Libeň až do stanice Praha-Hostivař s návazností na spoje směrem do Říčan či z Říčan, v pracovní dny začaly být místo motorových vozů nasazovány staré elektrické jednotky 451 v třívozovém provedení.
V dubnu 2018 ROPID potvrdil, že plánuje od prosince 2018 rozšíření provozu na větvi z Libně do Hostivaře v hodinovém intervalu i na všední dny. V souvislosti s dosluhujícím elektrickými jednotkami Českých drah radní Petr Dolínek uvedl, že město uvažuje o vpuštění jiného dopravce, od nějž již dostalo nabídku, přičemž mělo jít o elektrické vlaky; z dotazů novinářů vyplynulo, že mohlo jít o Leo Express, přičemž i Arriva uvedla, že by o linku měla zájem.
Na konci srpna 2018 rada města Prahy rozhodla, že od 9. prosince 2018 bude linku S41 (nově S49) provozovat společnost Arriva vlaky. Důvodem byla nespokojenost organizace ROPID například kvůli výpadkům zchátralých elektrických jednotek řady 451, které České dráhy odmítaly nahradit modernějšími elektrickými soupravami. ČTK uvedla, že nový dopravce byl vybírán z důvodu konce platnosti smlouvy s Českými drahami. Městu své nabídky předložily Arriva, RegioJet a Leo Express. Smlouvu na tři roky získala Arriva, jejíž nabídka byla vyhodnocena jako nejvýhodnější. Nasadila zde své motorové jednotky řady 845 (původně řada 628.2 DB). Jednotky byly vybaveny wifi a elektrickými zásuvkami, dopravce také nabízel cestujícím vodu zdarma a občerstvení. Jednotky nebyly nízkopodlažní. Podle ČTK a Českých novin byly nízkopodlažní. Arriva měla mít na další roky opci pro případ, že by se nepovedlo výběrové řízení na provozování elektrických souprav; sama městu rovněž nabídla pořízení elektrických souprav. Arriva zároveň upustila od provozu nedotovaných spěšných vlaků mezi Prahou a Benešovem, spěšné vlaky v této trase pak provozovaly České dráhy. Praha se snažila prosadit prodloužení městské linky i ve všední dny až do Hostivaře, kvůli odporu nákladních dopravců však osobní vlaky měly v této částí trasy jezdit v pracovních dnech jen ve špičkách.
Nakonec byla od 9. prosince 2018 do Hostivaře prodloužena naprostá většina spojů linky (kromě brzkých ranních a některých večerních spojů), přičemž ve špičkách je interval půlhodinový, mimo špičku a o víkendech hodinový.

Pro další roky město počítalo s elektrickými jednotkami, jejichž provozovatele mělo vybrat vybrat v soutěži. Podle E15 by město elektrické soupravy mohlo zakoupit samo. Smlouvu na další provozování linky S49 v elektrické trakci získal v lednu 2022 RegioJet (s použitím vlastních jednotek) společně s novou městskou linkou S61 Praha-Běchovice – Praha-Vršovice; provoz převezme v prosinci 2024.

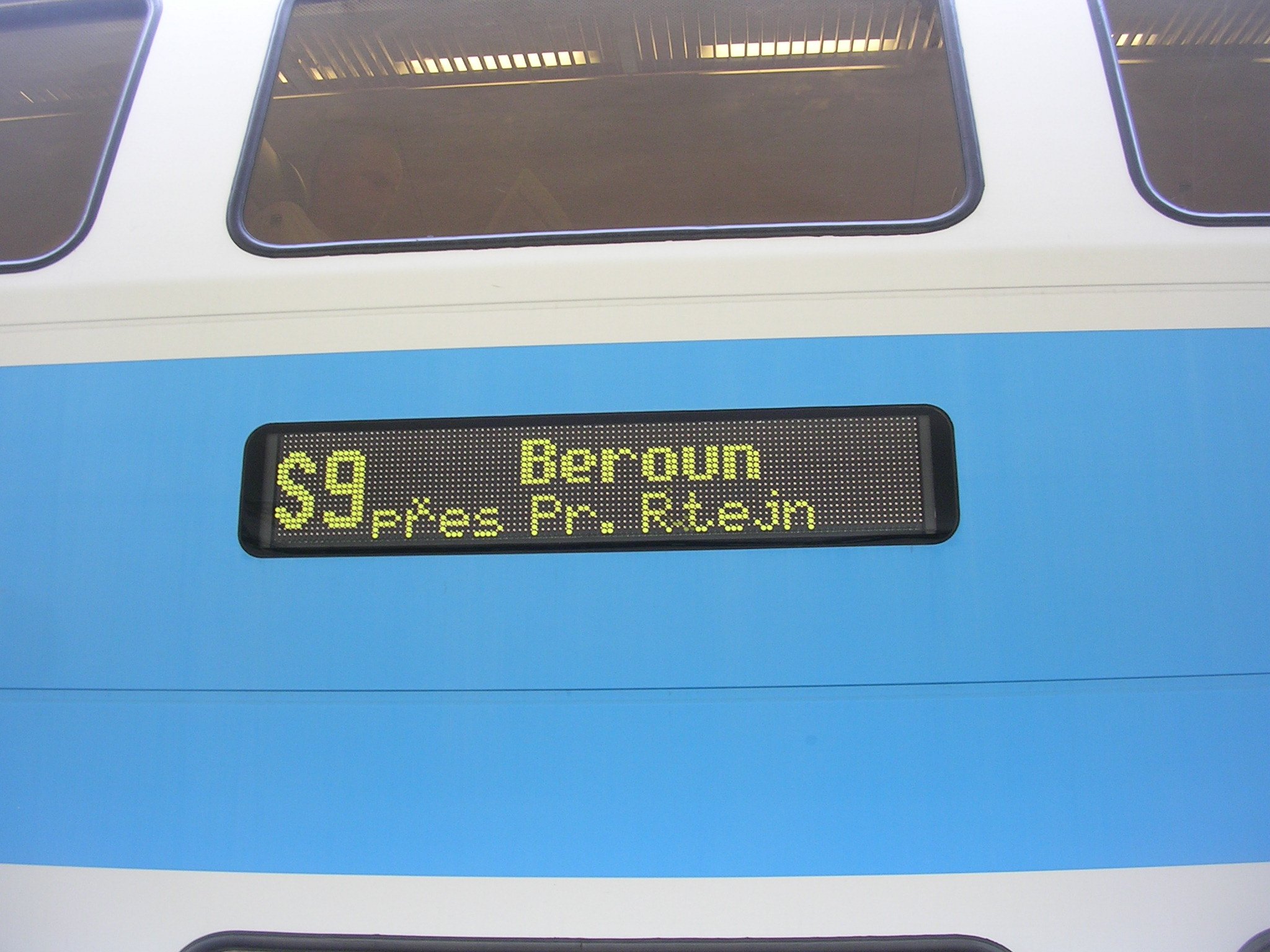
Boční informační panel elektrické jednotky 471

### Číslování z roku 2006
V únoru 2006 zveřejnily České dráhy na svém webu návrh budoucího linkového vedení navazující na Studii obsluhy hl. m. Prahy a jeho okolí městskou hromadnou dopravou osob, kterou vypracoval Metroprojekt v roce 2002 a graficky zpracoval ROPID v září 2004. Linky byly ve studii nazývané „přepravní ramena“. Na soupravách typu CityElefant bylo v letech 2006 a 2007 užíváno například označení linek S1 (kolínská trať), S5 (kralupská trať), S9 (berounská trať) a S10 (benešovská trať) dle tohoto systému.
- S1 Praha Masarykovo nádraží – Praha-Libeň – Český Brod – Kolín (denní interval 30–60 minut)
- S2 Praha Masarykovo nádraží – Praha-Vysočany – Nymburk hl. n. – Kolín – Kutná Hora město (denní interval 30–60 minut)
- S3 Mělník – Všetaty – Praha-Kbely – Praha-Vysočany – Praha hl. n. – Praha-Vršovice – Praha-Braník – Vrané nad Vltavou – Dobříš (denní interval 60–120 minut)
- S4 Mělník – Všetaty – Praha-Kbely – Praha-Vysočany – Praha hl. n. – Praha-Vršovice – Praha-Braník – Vrané nad Vltavou – Čerčany (denní interval 60–120 minut) (v plánech zveřejněných ČD v září 2006 je tato linka sloučena s linkou S3 jako její větev)
- S5 Praha Masarykovo nádraží – Praha-Bubny – Praha-Bubeneč – Roztoky u Prahy – Kralupy nad Vltavou (– Roudnice nad Labem) (denní interval 30–60 minut)
- S6 Praha Masarykovo nádraží – Praha-Bubny – Praha-Dejvice – Kladno – Kladno-Ostrovec (denní interval 15–60 minut)
- (S7 v původním plánu Praha Masarykovo nádraží – Praha-Bubny – Praha-Dejvice – Praha letiště – Kladno)
- S8 Praha hlavní nádraží – Praha-Smíchov – Rudná u Prahy – Beroun (denní interval 60–120 minut)
- S9 (Praha-Libeň –) Praha hl. n. – Praha-Smíchov – Řevnice – Beroun (denní interval 30–60 minut) (v plánech zveřejněných ČD v září 2006 tato linka i nadále začíná až ve stanici Praha hl. n.)
- S10 (Praha-Vysočany –) Praha hl. n. – Praha-Vršovice – Praha-Hostivař – Říčany – Strančice – Benešov u Prahy (denní interval 30–60 minut) (v plánech zveřejněných ČD v září 2006 tato linka i nadále začíná až ve stanici Praha hl. n.)
- (S11 Praha-Krč – Praha hl. n. – Praha-Vysočany – Praha-Satalice – Brandýs nad Labem) (v některých plánech se tato linka nevyskytuje)
- S20 Řevnice – Praha-Smíchov – Praha hl. n. – Praha-Libeň – Český Brod – Poříčany – Nymburk hl. n. (denní interval 30–60 minut)
- S21 Milovice letiště – Lysá nad Labem – Praha-Vysočany – Praha hl. n. – Praha-Vršovice – Praha-Hostivař – Říčany – Strančice (denní interval 30–60 minut)
- S22 Praha Masarykovo nádraží – Praha-Bubny – Praha-Dejvice – Praha letiště (dle pův. plánu dále Hostivice – Praha-Zličín – Praha-Zličín zast.) (denní interval 15–30 minut, noční 30 minut) (v článku ČD ze září 2006 se tato linka nevyskytuje)
- S23 Praha hlavní nádraží – Praha-Smíchov – Rudná u Prahy – Rudná-Hořelice (denní interval 60–120 minut) (v článku ČD ze září 2006 se tato linka nevyskytuje)
- S30 Praha-Smíchov – Praha-Vršovice – Praha-Malešice – Praha-Jahodnice – Praha-Běchovice (denní i noční interval 30 minut) (v článku ČD ze září 2006 se tato linka nevyskytuje)
- S31 Praha-Radotín – Praha-Krč – Praha-Spořilov – Praha-Malešice – Praha-Libeň – Praha-Vysočany (denní i noční interval 30 minut) (v článku ČD ze září 2006 se tato linka nevyskytuje)
- S32 Praha-Hostivař – Praha-Malešice – Praha-Libeň – Praha-Holešovice – Praha-Podbaba – Roztoky u Prahy (denní i noční interval 30 minut)
- (S33 dle původního návrhu: Strančice – Říčany – Praha-Hostivař – Praha-Malešice – Praha-Libeň – Praha-Bubny – Praha-Podbaba – Roztoky u Prahy)
- S40 Úvaly – Praha-Libeň – Praha hl. n. – Praha-Smíchov – Řevnice (noční interval 30 minut, noční varianta linky S20) (v článku ČD ze září 2006 se tato linka nevyskytuje)
- S41 Praha-Horní Počernice – Praha-Vysočany – Praha-Libeň – Praha-Malešice – Praha-Hostivař – Strančice (noční interval 30 minut, noční obdoba linky S21 nezajíždějící na hlavní nádraží) (v článku ČD ze září 2006 se tato linka nevyskytuje)Jeden z vnitřních informačních panelů elektrické jednotky 471

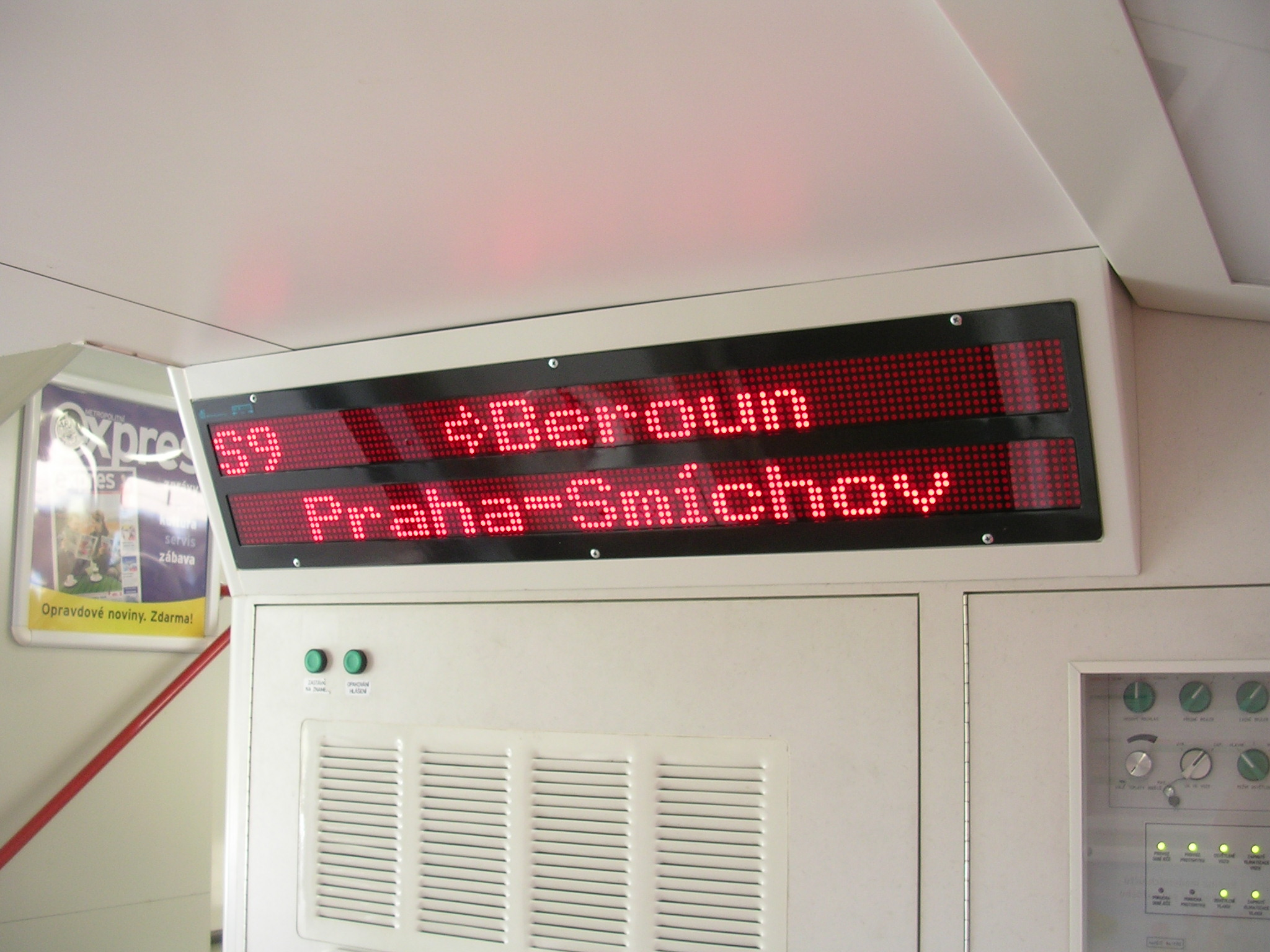
Jeden z vnitřních informačních panelů elektrické jednotky 471

### Esko od 9. 12. 2007

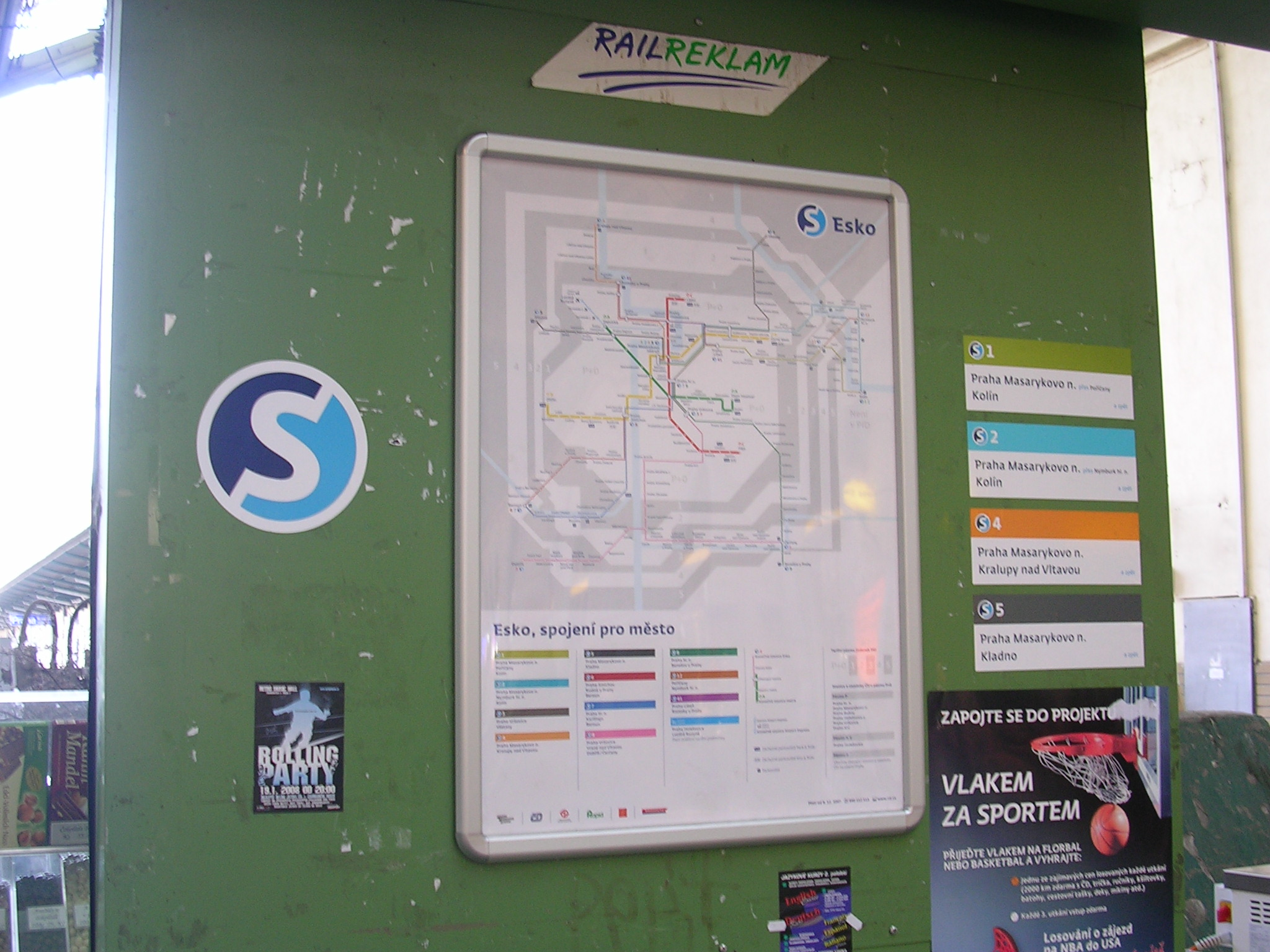
Informační tabule systému Esko na Masarykově nádraží v Praze

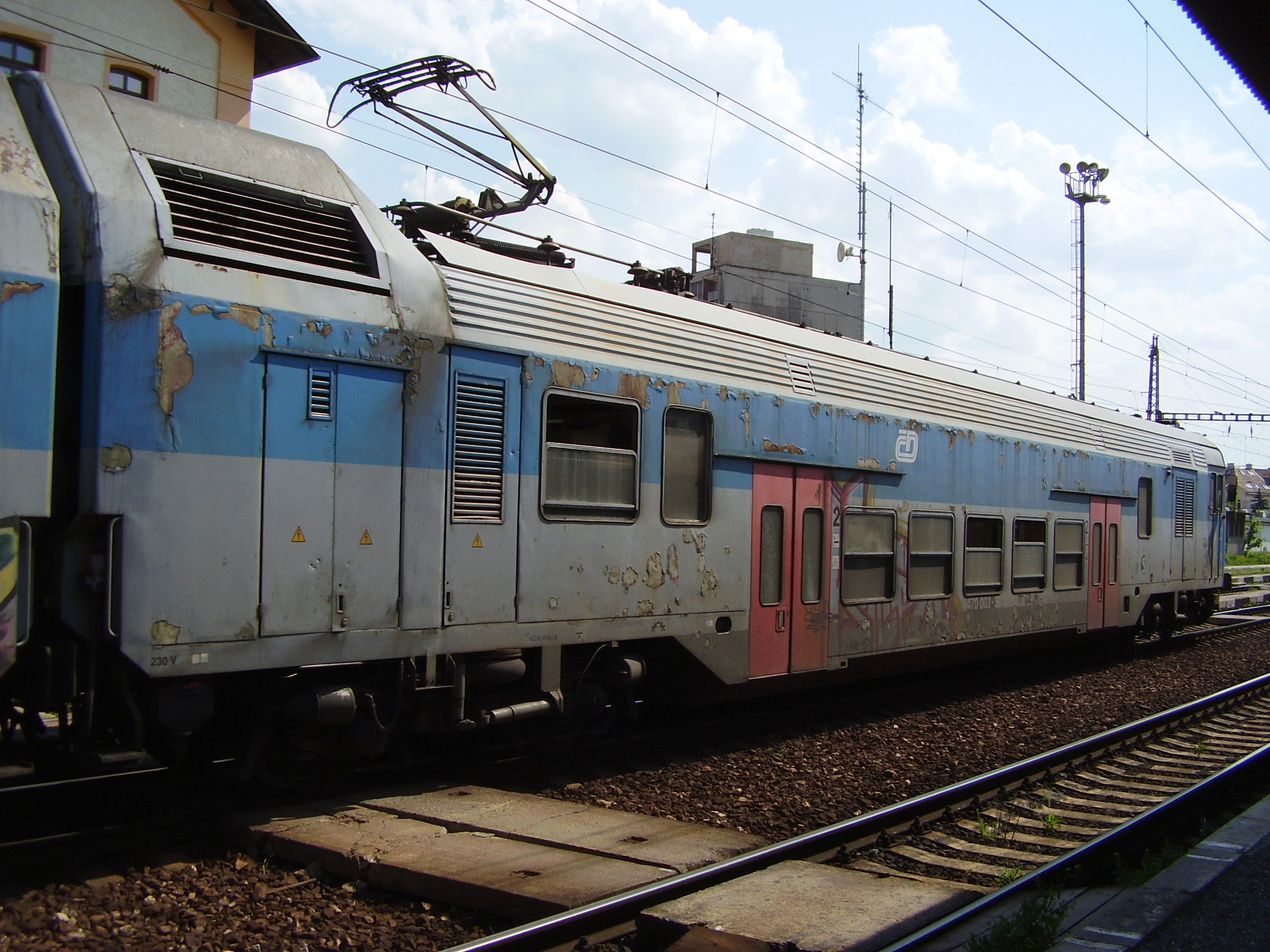
Elektrická jednotka 470 na lince S7 v Praze-Radotíně

V jízdním řádu 2007/08 (od 9. prosince 2007) bylo číslování linek poprvé poznamenáno i v oficiálních jízdních řádech, byť nevýrazně. Objevilo se logo a název systému Esko, třebaže použití loga bylo zpočátku sporadické (objevilo se například na vozech elektrických souprav) a použití názvu Esko bylo téměř pod hranicí veřejné vnímatelnosti. Za vzor systému aglomerační železnice byla v propagační kampani uváděna Vídeň. Hlášení upozorňující na možnost přestupu na tyto linky („Přestup na vlaky linky S a další vlakové spoje“) byla později přiřazena k hlášením zastávek v tramvajích a autobusech, a stanic v metru. Na vnitřních digitálních panelech v autobusech byl u názvu zastávky zobrazen také piktogram lokomotivy. V informačním systému metra byl postupně doplňován znak linek S k označení výstupů směrem k železničním stanicím. Železniční linky byly zvýrazněny i v dalších informačních prvcích PID, zejména mapách a schématech sítě. Logo Eska (stylizované písmeno S) a vývěsky s barevnými označeními linek byla umístěny na různá místa na železničních nádražích a zastávkách, časem se ve stanicích i na internetu objevily i zastávkové jízdní řády linek Esko i některých dalších železničních tras zařazených do PID.
Stávajících 11 linek bylo přečíslováno. Základní ramena (radiální traťové směry vycházející z Prahy) mají označení s jednou číslicí, stoupající proti směru hodinových ručiček. Linky tato ramena spojující nebo propojující mají označení se dvěma číslicemi, odvozená od základních linek, na něž navazují.
Po zprovoznění Nového spojení, dokončení rekonstrukce pražského hlavního nádraží a dokončení rekonstrukce koridorů byl od 14. prosince 2008 posílen provoz linek S5, S6 a S7, zavedena nová linka S29, trať do Milovic byla zaintegrována a označena jako S22 a linka S8 byla rozdělena na S8 a S80. Byly zavedeny zrychlené linky s označením začínajícím písmenem R (R3, R4, R5) v souběhu s linkami S stejného čísla.
- S1 (Trať 011): Praha Masarykovo nádraží – Praha-Libeň – Praha-Kyje – Praha-Dolní Počernice – Praha-Běchovice – Praha-Klánovice – Úvaly – Tuklaty – Rostoklaty – Český Brod – Klučov – Poříčany – Tatce – Pečky – Cerhenice – Velim – Nová Ves u Kolína – Kolín zastávka – Kolín (většina vlaků pokračuje mimo systém Esko do Pardubic) (denní interval 30 minut, 30–60 minut v roce 2007) Plná integrace z Prahy do stanice Pečky, úsek Pečky – Kolín mimo PID.
- S12 (Trať 060): Poříčany – Třebestovice – Sadská – Hořátev – Nymburk město – Nymburk hlavní nádraží (denní interval 30–60 minut) Plná integrace v úseku Poříčany – Sadská, úsek Sadská – Nymburk mimo PID.
- S2 (Trať 231): Praha Masarykovo nádraží – (od roku 2008 zrušeno zajíždění přes stanici Praha-Libeň) – Praha-Vysočany – Praha-Horní Počernice – Zeleneč – Mstětice – Čelákovice – Čelákovice-Jiřina – Lysá nad Labem – Ostrá – Stratov – Kostomlaty nad Labem – Kamenné Zboží – Nymburk hlavní nádraží – Velké Zboží – Poděbrady – Libice nad Cidlinou – Velký Osek – Veltruby – Kolín-Zálabí – Kolín (denní interval 30–60 minut) Plná integrace v úseku Praha – Ostrá, v úseku Ostrá – Stratov částečná integrace, úsek Stratov – Kolín mimo PID.
- S20 (Trať 231 + Trať 232) Praha Masarykovo nádraží – Praha-Vysočany – Praha-Horní Počernice – Zeleneč – Mstětice – Čelákovice – Čelákovice-Jiřina – Lysá nad Labem – Milovice (linka v rámci systému Esko zřízena v prosinci 2009, původně jednotlivé spoje, od 12. prosince 2010 interval 30-60 minut v pracovní dny, vybrané spoje nestaví v zastávce Mstětice) Plná integrace v celé délce linky.
- S22 (Trať 232): Lysá nad Labem – Milovice (linka v rámci systému Esko zřízena v prosinci 2008, jednotlivé spoje, od 12. prosince 2010 sloučena s linkou S20)
- S3 (Trať 070): Praha hlavní nádraží – Praha-Vysočany – Praha-Satalice – Praha-Kbely – Praha-Čakovice – Hovorčovice – Měšice u Prahy – Zlonín – Kojetice u Prahy – Neratovice – Tišice – Všetaty – Byšice – Kojovice – Košátky – Kropáčova Vrutice – Zdětín u Chotětova – Chotětov – Krnsko – Mladá Boleslav hlavní nádraží (denní interval 60–120 minut) Plná integrace z hlavního nádraží do Čakovic, částečná integrace z Čakovic do Všetat, úsek Všetaty – Mladá Boleslav mimo PID. Úsek Všetaty – Mladá Boleslav je jako součást linky uváděn od prosince 2011.
- R3 (Trať 070): Praha hlavní nádraží – Praha-Vysočany – (Praha-Satalice – Praha-Kbely) – Praha-Čakovice – Neratovice – (Tišice) – Všetaty – Byšice – Mladá Boleslav hlavní nádraží (linka zřízena v prosinci 2008, interval 120 minut) (integrace do PID jako u S3, úsek Všetaty – Mladá Boleslav je jako součást linky uváděn od prosince 2011)
- S4 (Trať 091): Praha Masarykovo nádraží – Praha-Holešovice zastávka – Praha-Bubeneč – Praha-Sedlec – Roztoky u Prahy – Roztoky-Žalov – Úholičky – Řež – Libčice nad Vltavou-Letky – Libčice nad Vltavou – Dolany – Kralupy nad Vltavou (– Nelahozeves zámek – Nelahozeves – Nové Ouholice – Mlčechvosty – Vraňany) (denní interval 30–60 minut) Plná integrace v úseku Praha – Kralupy, částečná integrace v úseku Kralupy – Vraňany, úsek Vraňany – Hněvice je mimo PID a jako součást linky uváděn od prosince 2011. Z Hněvic pokračuje jako linka U4 systému RegioTakt Ústecký kraj.
- R4 (Trať 091): Praha Masarykovo nádraží – Kralupy nad Vltavou (denní interval 60–120 minut). Od roku 2011 Praha hlavní nádraží – Praha-Holešovice – Kralupy nad Vltavou – Hněvice. Integrace do PID jako u S4.
- S41 (Trať 011+091, ML): Praha-Libeň – Praha-Holešovice – Praha-Bubeneč – Praha-Sedlec – Roztoky u Prahy (denní interval v pracovní dny 30–60 minut v úseku Praha-Libeň – Roztoky u Prahy. Od 12. prosince 2010 zaveden provoz o víkendech v intervalu 60 minut v prodloužené trase Praha-Hostivař – Praha-Libeň – Roztoky u Prahy) Plná integrace v celé trase linky.
- S5 (Trať 120, Trať 093): Praha Masarykovo nádraží – Praha-Bubny – Praha-Dejvice – Praha-Veleslavín – Praha-Ruzyně – Hostivice – Jeneč – Pavlov – Unhošť – Kladno – Kladno-město – Kladno-Ostrovec – Kladno-Švermov – Kladno-Dubí (denní interval 15–60 minut). Plná integrace z Prahy do stanice Kladno-Ostrovec, částečná integrace na zbylém úseku do Kladna-Dubí. Původně linka uváděna jen do stanice Kladno.
- R5 (Trať 120, Trať 093): Praha Masarykovo nádraží – Praha-Dejvice – Hostivice – Kladno – Kladno-město – Kladno-Ostrovec – Kladno-Švermov – Kladno-Dubí (linka zavedena v prosinci 2008, denní interval 60 minut) Integrace jako u linky S5. Původně linka uváděna jen do stanice Kladno. Druhá větev linky pokračuje ze stanice Kladno dále po trati 120 přes stanice Kačice – Stochov – Nové Strašecí – Lužná u Rakovníka – Rakovník, tato větev není zařazena do PID.
- S6 (Trať 173): Praha-Smíchov – Praha-Hlubočepy – Praha-Holyně – Praha-Řeporyje – Zbuzany – Rudná u Prahy – Nučice – Nučice zastávka – Loděnice – Vráž u Berouna – Beroun-Závodí – Beroun (denní interval 30–60 minut, do prosince 2008 60–180 minut) Plná integrace z Prahy do stanice Nučice, ve zbývajícím úseku do Berouna částečná integrace.
- S7 (Trať 171): Praha hlavní nádraží – Praha-Smíchov – (Praha-Velká Chuchle) – Praha-Radotín – Černošice – Černošice-Mokropsy – Všenory – Dobřichovice – Řevnice – Zadní Třebaň – Karlštejn – Srbsko – Beroun (denní interval 10–30 minut, do prosince 2008 15–60 minut) Od prosince 2010 jsou ve špičkách spoje přes Prahu prodlouženy souběžně s linkou S1 do Úval. Plná integrace v celé trase linky.
- S8 (Trať 210): (Praha hlavní nádraží) – Praha-Vršovice – Praha-Krč – Praha-Braník – Praha-Modřany zastávka – Praha-Komořany – Praha-Zbraslav – Jarov – Vrané nad Vltavou – Skochovice – Davle – Petrov-Chlomek – Petrov u Prahy – Luka pod Medníkem – Jílové u Prahy – Kamenný Přívoz – Prosečnice – Krhanice – Chrást nad Sázavou – Týnec nad Sázavou – Pecerady – Poříčí nad Sázavou-Svárov – Poříčí nad Sázavou – Čerčany (denní interval 60–120 minut; do prosince 2008 byla do linky S8 zahrnuta i dnešní linky S80) Plná integrace z Prahy do stanice Davle, v úseku Davle – Čerčany částečná integrace.
- S80 (Trať 210): Praha hlavní nádraží – Praha-Vršovice – Praha-Krč – Praha-Braník – Praha-Modřany zastávka – Praha-Komořany – Praha-Zbraslav – Jarov – Vrané nad Vltavou – Skochovice – Měchenice – Klínec – Bojov – Bojanovice – Čisovice – Rymaně – Mníšek pod Brdy – Nová Ves pod Pleší – Malá Hraštice – Mokrovraty – Stará Huť – Dobříš (do prosince 2008 byla i tato větev zahrnuta do linky S8; denní interval 60–120 minut) Plná integrace z Prahy do stanice Měchenice, v úseku Měchenice – Dobříš částečná integrace.
- S9 (Trať 221): Praha hlavní nádraží – Praha-Vršovice – Praha-Strašnice zastávka – Praha-Hostivař – Praha-Horní Měcholupy – Praha-Uhříněves – Praha-Kolovraty – Říčany – Světice – Strančice – Mnichovice – Mirošovice u Prahy – Senohraby – Čtyřkoly – Pyšely – Čerčany – Mrač – Benešov u Prahy (denní interval 30–60 minut) Plná integrace z Prahy do stanice Senohraby, v úseku Senohraby – Čerčany částečná integrace, úsek Čerčany – Benešov u Prahy mimo PID.
- S29 (Trať 221): Praha-Vysočany – Praha hlavní nádraží – Praha-Vršovice – Praha-Strašnice zastávka – Praha-Hostivař – Praha-Horní Měcholupy – Praha-Uhříněves – Praha-Kolovraty – Říčany – Světice – Strančice (linka zřízena od prosince 2008, denní interval 30 minut, v provozu jen v pracovní dny. Od 12. prosince 2010 sloučena s linkou S9.)

Od 1. června 2010 byla dočasně zřízena v půlhodinovém intervalu v pracovní dny náhradní vlaková doprava S65 Praha-Smíchov, Na Knížecí – Praha-Zličín po trati 122 na dobu rekonstrukce tramvajové trati v Plzeňské ulici, zároveň byla trať 122 trvale zahrnuta do plné integrace v PID. Od 1. října 2010 byla linka S65 změněna na trvalou a prodloužena do Hostivice, nejprve má mít interval 60 až 120 minut, od 12. prosince 2010 pak 60 minut, stále pouze v pracovní dny.
- S65 (Trať 122): Praha-Smíchov Na Knížecí – Praha-Žvahov – Praha-Jinonice – Praha-Cibulka – Praha-Stodůlky – Praha-Zličín – Hostivice – Hostivice-Litovice – Rudná u Prahy. Plná integrace v celé trase linky.

Od 12. prosince 2010 byl rozšířen počet diagonálních linek, které nekončí v centru Prahy. Ve špičkách pracovního dne byly spoje linky S7 prodlouženy do trasy Beroun – Úvaly, z Prahy do Úval jsou proloženy s linkou S1 do intervalu 15 minut. Na lince S41 byl zaveden i víkendový provoz, a to v intervalu 60 minut v trase prodloužené z nádraží Praha-Libeň až do stanice Praha-Hostivař s návazností na spoje směrem do Říčan či z Říčan, v pracovní dny začaly být místo motorových vozů nasazovány staré elektrické jednotky 451 v třivozovém provedení. Současně byla linka S22 sloučena s linkou S20 a linka S29 sloučena s linkou S9.
Od 11. prosince 2011 (či dříve) byly linky S3 a R3 prodlouženy ze Všetat do Mladé Boleslavi, linky S4 a R4 z Vraňan do Hněvic, S5 a R5 ze stanice Kladno do stanice Kladno-Dubí (R5 rozvětvena též do Rakovníka), S65 z Hostivice do Rudné a označení v systému Esko získaly další úseky:
- S11 (Trať 012): Pečky – Radim – Chotutice – Chroustov – Vrbčany – Plaňany – Plaňany zastávka – Žabonosy – Zalešany – Bošice – Kouřim (částečná integrace v celé trase linky)
- S23 (Trať 074): Čelákovice – Čelákovice zastávka – Lázně Toušeň – Brandýs nad Labem zastávka – Brandýs nad Labem-Zápská – Brandýs nad Labem – Polerady nad Labem – Kostelec nad Labem – Jiřice – Lobkovice – Neratovice město – Neratovice (částečná integrace v celé trase linky)
- S32 (trať 072): Lysá nad Labem – Lysá nad Labem-Dvorce – Otradovice – Stará Boleslav – Dřísy – Ovčáry – Všetaty – Malý Újezd – Mělník – Mělník-Mlazice – Liběchov – Štětí. Dále pokračuje jako linka U32 systému RegioTakt Ústecký kraj. Plná integrace v úseku Lysá nad Labem – Všetaty, úsek Všetaty – Štětí mimo PID.
- S40 (Trať 110): Kralupy nad Vltavou – Kralupy nad Vltavou předměstí – Zeměchy – Olovnice – Neuměřice – Kamenný Most u Kralup nad Vltavou – Zvoleněves – Podlešín – Slaný předměstí – Slaný (vybrané spoje pokračují jako linka U40 systému RegioTakt Ústecký kraj ve směru Peruc (Louny)) Plná integrace v úseku Kralupy nad Vltavou – Podlešín. Úsek Podlešín – Slaný mimo PID (u vlaků Cyklohráček se úsek počítá jako tarifní pásmo PID 5 s částečnou integrací).
- S43 (Trať 092): Neratovice – Chlumín – Netřeba – Úžice – Chvatěruby – Kralupy nad Vltavou (částečná integrace v celé trase linky)
- S44 (Trať 111): Kralupy nad Vltavou – Kralupy nad Vltavou předměstí – Olovnice zastávka – Velká Bučina – Velvary (plná integrace v celé trase linky)
- S45 (Trať 093): Kralupy nad Vltavou – Kralupy nad Vltavou-Minice – Otvovice – Zákolany – Dřetovice – Brandýsek – Kladno-Vrapice – Kladno-Dubí – Kladno-Švermov – Kladno-Ostrovec – Kladno město – Kladno (částečná integrace v celé trase linky, plná integrace v úseku Kladno-Dubí – Kladno)
- S50 (Trať 120): Kladno – Kladno-Rozdělov – Kamenné Žehrovice – Kačice – Stochov – Rynholec – Nové Strašecí – Řevničov – Lužná u Rakovníka – Rakovník zastávka – Rakovník (v úseku Kladno – Kladno-Rozdělov částečná integrace, zbytek linky mimo PID)
- S60 (Trať 170, Trať 200): Beroun – Králův Dvůr – Králův Dvůr-Popovice – Zdice – Libomyšl – Lochovice – Rejkovice – Jince – Bratkovice – Příbram – Milín – Ostrov u Tochovic – Tochovice – Březnice (v úseku Beroun – Králův Dvůr-Popovice částečná integrace, zbytek linky mimo PID)
- S70 (Trať 170): Beroun – Králův Dvůr – Králův Dvůr-Popovice – Zdice – Stašov – Praskolesy – Hořovice, většina vlaků pokračuje až do stanice Plzeň hl. n. (v úseku Beroun – Králův Dvůr-Popovice částečná integrace, zbytek linky mimo PID)
- S75 (Trať 174): Beroun – Beroun-Závodí – Hýskov – Nižbor – Žloukovice – Račice nad Berounkou – Zbečno – Újezd nad Zbečnem – Roztoky u Křivoklátu – Křivoklát – Městečko u Křivoklátu – Pustověty – Lašovice – Chlum u Rakovníka – Rakovník (v úseku Beroun – Beroun-Závodí částečná integrace, zbytek linky mimo PID)
- S76 (Trať 172): Zadní Třebaň – Běleč – Liteň – Skuhrov pod Brdy – Nesvačily – Všeradice – Vižina – Osov – Hostomice pod Brdy – Radouš – Neumětely – Lochovice (v úseku Zadní Třebaň – Skuhrov pod Brdy částečná integrace, zbytek linky mimo PID)
- S88 (Trať 212): Čerčany – Lštění – Zlenice – Hvězdonice – Chocerady – Vlkovec – Samechov – Stříbrná Skalice – Plužiny – Sázava zastávka – Sázava-Černé Budy (částečná integrace v celé trase linky)

Do jízdního řádu platného od prosince 2012 si dopravce KŽC Doprava nechal zapsat spoje na trase Praha Masarykovo nádraží – Praha-Čakovice s plánovaným zahájením provozu k počátku dubna 2013, resp. ode dne vyhlášení. Snaží se dohodnout na zařazení spojů do PID a dotaci v jejím rámci, ale mluvčí organizace ROPID v listopadu 2011 řekl, že jednání stále probíhají a že by to bylo možné nejdříve od srpna 2013. 3. června 2013 byla linka spuštěna pod označením S31 (v některých zprávách byla označována S34) v intervalu 60 minut v rámci povodňových opatření při přerušení provozu metra v centru města; byly na ni nasazeny historické motorové vozy. 8. června bylo oznámeno ukončení provozu. 1. října 2013 byla linka uvedena do zkušebního provozu pod označením S34 s plnou integrací do PID, jízdenky podle tarifu dopravce se vydávaly pouze ve vlaku, nasazeny byly motorové vozy řady 810. V rámci zkušebního provozu mělo být vyhodnoceno využití linky a ekonomika provozu, což mělo být podkladem pro budoucí výběrové řízení na dopravce. Náklady na zajištění provozu od 1. října 2013 do konce roku 2013 byly přes 4 miliony korun a pro rok 2014 přes 14 milionů korun.. V roce 2016 na lince jezdilyí motorové vozy 810, ve špičkách s historickým přívěsným vozem Baafx.
Koncem srpna 2012 Arriva vlaky oznámila, že chce od 9. prosince 2012 zahájit pravidelnou dopravu motorovými jednotkami 628 po Deutsche Bahn modernizovaných v Pars nova (v Česku s označením 845) na trase Benešov u Prahy – Praha – Kralupy nad Vltavou, a to přes malešickou spojku, nádraží Praha-Libeň a Masarykovo nádraží, se zastávkami také v Čerčanech, Říčanech, Praze-Hostivaři, Praze-Bubenči, Řeži a Libčicích nad Vltavou. ARRIVA vlaky chtěla od začátku roku 2013 na trasu nasadit 4 soupravy (a v případě potřeby je zdvojovat či ztrojovat) a provádět jimi 18 párů spěšných spojů v hodinovém intervalu. V pátek 9. listopadu 2012 provoz vyzkoušela. Začátkem prosince 2012 dopravce oznámil, že dopravu zahájí na jaře 2013. Ani v polovině dubna však na webu společnosti žádná informace o zahájení provozu nebyla. Dopravce zde prý hodlal jezdit bez dotací a po dohodě s ROPIDem uznávat jízdenky Pražské integrované dopravy, ceník jejích vlastních jízdenek se neměla příliš lišit od cen Českých drah. Ze začátku má být pokladna jen v Praze, cestující z ostatních stanic mají být odbaveni ve vlaku nebo prostřednictvím internetu. Podle rozhovoru pro E15 z konce února 2013 probíhala intenzivní jednání o integraci spojů do Pražské integrované dopravy. Jaroslav Richter zdůraznil přínosnost přímého spojení oblasti Libně s městy na jihovýchod od Prahy, jako jsou Říčany a Čerčany. ROPIDu se prý tato linka hodila, ale neměl ještě definitivní názor na to, zda mají linky do Benešova jezdit z Masarykova nádraží. Za realistický termín zahájení provozu Richter na konci února 2013 označil první pololetí 2013. V ponděli 23. září 2013 dopravce zahájil provoz osmi páry spojů ve všedních dnech v přibližně dvouhodinovém intervalu a pouze v úseku Kralupy nad Vltavou – Praha Masarykovo nádraží, na linku byla nasazena jedna souprava. Linka byla provozována zatím bez integrace do PID a bez dotací. Jízdenky dopravce prodával pouze ve vlaku. Základní jízdné bylo výrazně nižší než základní jízdné Českých drah a mírně vyšší než zákaznické jízdné (In-25) Českých drah. Podle mluvčího ROPIDu Filipa Drápala byla největší překážkou integrace nedohoda Prahy a Středočeského kraje na uznávání tarifu, zejména neochota Středočeského kraje. Bylo podle něj vyloučeno, že by dopravce získal dotaci v blízké době – přidělení dotace by muselo být zveřejněno rok předem ve věstníku EU, výběrové řízení na dotaci by trvalo ještě déle. Cestujícím s Opencard byla dopravcem poskytována zhruba třetinová sleva. Pro iHNed.cz jednatel Jaroslav Richter zahájení dopravy komentoval: „My do toho vstupujeme s tím, že chceme ukázat, že se dá dělat i příměstská doprava jinak. Že i zde může být více dopravců. Chceme prostě využít situaci, která umožňuje na trh vstoupit a intenzivně se bavit s objednavateli o tom, kdy a za jakých podmínek by bylo možné se včlenit do systému. Bez dotací to ale nejde. Naším dlouhodobým cílem není jezdit za každou cenu. V případě, že by nebyl zájem nebo by z nějakých důvodů bylo zřejmé, že v období několika měsíců by nebyla šance se zaintegrovat, tak s tím přestaneme.“

### Esko od 11. 12. 2016
V souvislosti s celostátní změnou jízdních řádů k 11. prosinci 2016 jsou zahrnuty i zbývající tratě Středočeského kraje do systému linek S. Navíc rozhodnutím Ministerstva dopravy dochází ke sjednocení číslování linek, které jsou objednávány ministerstvem. Proto bylo označení vlaků pražského Eska dosavadních linek R3, R4, R5 a R32 změněno na celostátně jednotné označení stanovené ministerstvem. V souvislosti s rozšířením jsou některé stávající linky přečíslovány. Od 11. prosince 2016 tak systém Esko Praha zahrnuje tyto linky:
- S1 (Trať 011): Praha Masarykovo nádraží – Praha-Libeň – Praha-Kyje – Praha-Dolní Počernice – Praha-Běchovice – Praha-Běchovice střed – Praha-Klánovice – Úvaly – Tuklaty – Rostoklaty – Český Brod – Klučov – Poříčany – Tatce – Pečky – Cerhenice – Velim – Nová Ves u Kolína – Kolín zastávka – Kolín
- S2 (Trať 231): Praha Masarykovo nádraží – Praha-Vysočany – Praha-Horní Počernice – Zeleneč – Mstětice – Čelákovice – Čelákovice-Jiřina – Lysá nad Labem – Ostrá – Stratov – Kostomlaty nad Labem – Kamenné Zboží – Nymburk hlavní nádraží – Velké Zboží – Poděbrady – Libice nad Cidlinou – Velký Osek – Veltruby – Kolín-Zálabí – Kolín
- S3 (Trať 070+Trať 072): Praha hlavní nádraží – Praha-Vysočany – Praha-Satalice – Praha-Kbely – Praha-Čakovice – Hovorčovice – Měšice u Prahy – Zlonín – Kojetice u Prahy – Neratovice – Tišice – Všetaty (– Malý Újezd – Mělník) – Byšice – Kojovice – Košátky – Kropáčova Vrutice – Zdětín u Chotětova – Chotětov – Krnsko – Mladá Boleslav hlavní nádraží
- S4 (Trať 091): Praha Masarykovo nádraží – Praha-Holešovice zastávka – Praha-Podbaba – Praha-Sedlec – Roztoky u Prahy – Roztoky-Žalov – Úholičky – Řež – Libčice nad Vltavou-Letky – Libčice nad Vltavou – Dolany – Kralupy nad Vltavou – Nelahozeves zámek – Nelahozeves – Nové Ouholice – Mlčechvosty – Vraňany – Cítov – Dolní Beřkovice – Horní Počaply – Hněvice (dále jako U4 RegioTaktu Ústeckého kraje) – Záluží – Dobříň – Roudnice nad Labem-Bezděkov – Roudnice nad Labem (dále do žst. Ústí nad Labem hlavní nádraží)
- S5 (Trať 120+Trať 093): Praha-Bubny Vltavská – Praha-Dejvice – Praha-Veleslavín – Praha-Ruzyně – Hostivice – Jeneč – Pavlov – Unhošť – Kladno – Kladno-město – Kladno-Ostrovec
- S6 (Trať 173): Praha-Smíchov – Praha-Hlubočepy – Praha-Holyně – Praha-Řeporyje – Zbuzany – Jinočany – Rudná zastávka – Rudná u Prahy – Nučice – Nučice zastávka – Loděnice – Vráž u Berouna – Beroun-Závodí – Beroun
- S7 (Trať 011+Trať 171): Český Brod – Rostoklaty – Tuklaty – Úvaly – Praha-Klánovice – Praha-Běchovice střed – Praha-Běchovice – Praha-Dolní Počernice – Praha-Kyje – Praha-Libeň – Praha hlavní nádraží – Praha-Smíchov – Praha-Velká Chuchle – Praha-Radotín – Černošice – Černošice-Mokropsy – Všenory – Dobřichovice – Řevnice – Zadní Třebaň – Karlštejn – Srbsko – Beroun. Na podzim roku 2020 a znovu od března 2021 do prosincové změny jízdního řádu byla linka kvůli zpožďování spojů při rozsáhlé výlukové činnosti rozdělena na dvě provozní ramena; spoje z Prahy do Českého Brodu byly výchozí z Masarykova nádraží a začleněny do linky S1.
- S8 (Trať 210): Praha hlavní nádraží – Praha-Vršovice – Praha-Kačerov – Praha-Krč – Praha-Braník – Praha-Modřany zastávka – Praha-Komořany – Praha-Zbraslav – Dolní Břežany-Jarov – Vrané nad Vltavou – Skochovice – Davle – Petrov-Chlomek – Petrov u Prahy – Luka pod Medníkem – Jílové u Prahy – Kamenný Přívoz – Prosečnice – Krhanice – Chrást nad Sázavou – Týnec nad Sázavou – Pecerady – Poříčí nad Sázavou-Svárov – Poříčí nad Sázavou – Čerčany
- S9 (Trať 231+Trať 221): Lysá nad Labem – Čelákovice-Jiřina – Čelákovice – Zeleneč – Praha-Horní Počernice – Praha-Vysočany – Praha hlavní nádraží – Praha-Vršovice – Praha-Strašnice zastávka – Praha-Hostivař – Praha-Horní Měcholupy – Praha-Uhříněves – Praha-Kolovraty – Říčany – Světice – Strančice – Mnichovice – Mirošovice u Prahy – Senohraby – Čtyřkoly – Pyšely – Čerčany – Mrač – Benešov u Prahy
- S10 (Trať 010): Kolín – Kolín dílny – Starý Kolín – Záboří nad Labem – Týnec nad Labem
- S11 (Trať 012): Pečky – Radim – Chotutice – Chroustov – Vrbčany – Plaňany – Plaňany zastávka – Žabonosy – Zalešany – Bošice – Kouřim
- S12 (Trať 060): Poříčany – Třebestovice – Sadská – Hořátev – Nymburk město – Nymburk hlavní nádraží
- S15 (Trať 231+Trať 020): Kolín – Kolín-Zálabí – Veltruby – Velký Osek – Sány – Dobšice nad Cidlinou – Choťovice – Převýšov – Chlumec nad Cidlinou
- S18 (Trať 212+Trať 014): Sázava – Samopše – Ledečko – Rataje nad Sázavou – Rataje nad Sázavou předměstí – Mirošovice u Rataj nad Sázavou – Mitrov – Uhlířské Janovice – Chmeliště – Hatě – Drahobudice – Bečváry – Pučery – Chotouchov – Kořenice – Ratboř – Červené Pečky – Hluboký Důl – Kolín místní nádraží – Kolín
- S20 (Trať 230): Kolín – Hlízov – Kutná Hora hlavní nádraží – Církvice – Třebešice – Čáslav – Horky u Čáslavi – Bratčice – Golčův Jeníkov – Golčův Jeníkov město – Vlkaneč – Nová Ves u Leštiny – Leština u Světlé – Sázavka – Světlá nad Sázavou-Josefodol – Světlá nad Sázavou
- S21 (Trať 061): Nymburk hlavní nádraží – Veleliby – Jíkev – Oskořínek – Křinec – Ledečky – Rožďalovice – Mlýnec – Kopidlno
- S22 dříve S20 (Trať 231+Trať 232): Praha Masarykovo nádraží – Praha-Vysočany – Praha-Horní Počernice – Zeleneč – Mstětice – Čelákovice – Čelákovice-Jiřina – Lysá nad Labem – Milovice
- S23 (Trať 074): Čelákovice – Čelákovice zastávka – Lázně Toušeň – Brandýs nad Labem zastávka – Brandýs nad Labem-Zápská – Brandýs nad Labem – Polerady nad Labem – Kostelec nad Labem – Jiřice – Lobkovice – Neratovice město – Neratovice
- S24: Čelákovice – Mochov zastávka – Mochov
- S25 (Trať 061+Trať 062): Nymburk hlavní nádraží – Veleliby – Jíkev – Oskořínek – Křinec – Svídnice – Dymokury – Činěves – Městec Králové
- S26 (Trať 062): Městec Králové – Běrunice – Slibovice – Lovčice obec – Chlumec nad Cidlinou
- S27 (Trať 236): Čáslav – Vrdy-Koudelov – Skovice – Žleby – Žleby zastávka – Ronov nad Doubravou – Ronov nad Doubravou zastávka – Žlebské Chvalovice – Závratec – Třemošnice
- S28 (Trať 235): Kutná Hora hlavní nádraží – Kutná Hora-Sedlec – Kutná Hora město – Kutná Hora předměstí – Poličany – Malešov – Bykáň – Týniště – Krasoňovice – Bahno – Předbořice – Černíny – Štipoklasy – Zbraslavice – Hodkov – Hodkov zastávka – Želivec – Zruč nad Sázavou
- S30 (Trať 064+Trať 070): Mladá Boleslav město – Mladá Boleslav hlavní nádraží – Mladá Boleslav-Debř – Bakov nad Jizerou – Bakov nad Jizerou město – Mnichovo Hradiště – Březina nad Jizerou – Loukov u Mnichova Hradiště – Příšovice – Turnov
- S31 (Trať 064+Trať 071): Mladá Boleslav město – Mladá Boleslav hlavní nádraží – Nepřevázka – Dobrovice – Voděrady – Luštěnice – Čachovice – Všejany – Veleliby – Nymburk hlavní nádraží
- S32 (Trať 072): Lysá nad Labem – Lysá nad Labem-Dvorce – Otradovice – Stará Boleslav – Dřísy – Ovčáry – Všetaty – Malý Újezd – Mělník – Mělník-Mlazice – Liběchov – Štětí (dále jako U32 RegioTaktu Ústeckého kraje do žst. Ústí nad Labem západ)
- S33 (Trať 076+Trať 064): Mělník – Velký Borek – Mělnická Vrutice – Hleďsebe – Lhotka u Mělníka zastávka – Lhotka u Mělníka – Nebužely – Živonín – Kanina – Mšeno – Skramouš – Vrátno – Trnová – Sudoměř u Mladé Boleslavi – Skalsko – Katusice – Líny – Bukovno – Mladá Boleslav hlavní nádraží – Mladá Boleslav město – Řepov – Kolomuty – Březno u Mladé Boleslavi – Dlouhá Lhota – Bechov – Rohatsko – Dolní Bousov – Sobotka
- S34 (Trať 070): Praha Masarykovo nádraží – Praha-Vysočany – Praha-Satalice – Praha-Kbely – Praha-Čakovice
- S35 (Trať 063): Bakov nad Jizerou – Bakov nad Jizerou město – Buda – Kněžmost – Lítkovice – Obrubce – Dolní Bousov
- S40 (Trať 110): Kralupy nad Vltavou – Kralupy nad Vltavou předměstí – Zeměchy – Olovnice – Neuměřice – Kamenný Most u Kralup nad Vltavou – Zvoleněves – Podlešín – Slaný předměstí – Slaný – Královice u Zlonic – Zlonice – Páleček – Klobuky v Čechách – Vrbičany – Telce (dále jako U40 RegioTaktu Ústeckého kraje do žst. Louny)
- S42 (Trať 091+Trať 094): Kralupy nad Vltavou – Nelahozeves zámek – Nelahozeves – Nové Ouholice – Mlčechvosty – Vraňany – Lužec nad Vltavou
- S43 (Trať 092): Neratovice – Chlumín – Netřeba – Úžice – Chvatěruby – Kralupy nad Vltavou
- S44 (Trať 111): Kralupy nad Vltavou – Kralupy nad Vltavou předměstí – Olovnice zastávka – Velká Bučina – Velvary
- S45 (Trať 093): Kralupy nad Vltavou – Kralupy nad Vltavou-Minice – Otvovice – Zákolany – Dřetovice – Brandýsek – Kladno-Vrapice – Kladno-Dubí – Kladno-Švermov – Kladno-Ostrovec – Kladno město – Kladno
- S46 (Trať 095): Zlonice – Zlonice zastávka – Tmáň – Kmetiněves – Černuc – Loucká – Straškov
- S49 (Trať 011+Trať 091): Praha-Hostivař – Praha-Libeň – Praha-Holešovice – Praha-Podbaba – Praha-Sedlec – Roztoky u Prahy
- S50 (Trať 120): Kladno – Kladno-Rozdělov – Kamenné Žehrovice – Kačice – Stochov – Rynholec – Nové Strašecí – Řevničov – Lužná u Rakovníka – Rakovník zastávka – Rakovník
- S51 (Trať 120+Trať 124): Rakovník – Rakovník zastávka – Lužná u Rakovníka – Krupá – Mutějovice zastávka – Milostín – Deštnice (dále jako U14 RegioTaktu Ústeckého kraje do žst. Jirkov)
- S52 (Trať 126): Rakovník – Chrášťany – Hořesedly – Svojetín – Janov u Rakovníka – Kounov – Mutějovice – Domoušice (dále jako U12 RegioTaktu Ústeckého kraje do žst. Osek město)
- S53 (Trať 162): Rakovník – Lubná – Příčina – Zavidov – Všesulov – Čistá – Strachovice – Kožlany – Kralovice u Rakovníka
- S54 (Trať 120+Trať 121): Praha-Dejvice – Praha-Veleslavín – Praha-Ruzyně – Hostivice – Jeneč zastávka – Hostouň u Prahy – Dobrovíz – Středokluky – Tuchoměřice – Noutonice – Kováry – Zákolany zastávka – Koleč – Podlešín – Slaný předměstí – Slaný
- S57 (Trať 161): Rakovník – Rakovník západ – Senomaty – Šanov – Pšovlky – Švihov u Jesenice – Oráčov – Kosobody – Jesenice – Krty – Blatno u Jesenice
- S60 (Trať 170+Trať 200): Beroun – Králův Dvůr – Králův Dvůr-Popovice – Zdice – Libomyšl – Lochovice – Rejkovice – Jince – Bratkovice – Příbram – Milín – Ostrov u Tochovic – Tochovice – Březnice – Dobrá Voda u Březnice – Myslín – Mirovice
- S65 (Trať 122): Praha hlavní nádraží – Praha-Smíchov severní nástupiště – Praha-Žvahov – Praha-Jinonice – Praha-Cibulka – Praha-Stodůlky – Praha-Zličín – Hostivice-Sadová – Hostivice – Hostivice-U hřbitova – Hostivice-Litovice – Chýně – Chýně jih – Rudná u Prahy
- S66 (Trať 203): Březnice – Hudčice – Slavětín u Březnice – Bělčice – Závišín – Bezdědovice – Blatná
- S67 (Trať 204): Březnice – Zadní Poříčí – Oslí – Skuhrov pod Třemšínem – Rožmitál pod Třemšínem
- S70 (Trať 170): Beroun – Králův Dvůr – Králův Dvůr-Popovice – Zdice – Stašov – Praskolesy – Hořovice – Cerhovice – Kařez – Kařízek
- S75 (Trať 174): Beroun – Beroun-Závodí – Hýskov – Nižbor – Žloukovice – Račice nad Berounkou – Zbečno – Újezd nad Zbečnem – Roztoky u Křivoklátu – Křivoklát – Městečko u Křivoklátu – Pustověty – Lašovice – Chlum u Rakovníka – Rakovník
- S76 (Trať 172): Zadní Třebaň – Běleč – Liteň – Skuhrov pod Brdy – Nesvačily – Všeradice – Vižina – Osov – Hostomice pod Brdy – Radouš – Neumětely – Lochovice
- S80 dříve S88 (Trať 212): Čerčany – Lštění – Zlenice – Hvězdonice – Chocerady – Vlkovec – Samechov – Stříbrná Skalice – Plužiny – Sázava zastávka – Sázava-Černé Budy – Samopše – Ledečko – Rataje nad Sázavou – Rataje nad Sázavou zastávka – Rataje nad Sázavou-Ivaň – Malovidy – Český Šternberk – Český Šternberk zastávka – Soběšín – Vranice – Kácov – Kácov zastávka – Střechov nad Sázavou – Čížov – Chabeřice – Zruč nad Sázavou zastávka – Zruč nad Sázavou – Horka nad Sázavou – Laziště – Vlastějovice – Budčice – Chřenovice – Chřenovice-Podhradí – Ledeč nad Sázavou
- S88 dříve S80 (Trať 210): Praha hlavní nádraží – Praha-Vršovice – Praha-Kačerov – Praha-Krč – Praha-Braník – Praha-Modřany zastávka – Praha-Komořany – Praha-Zbraslav – Dolní Břežany-Jarov – Vrané nad Vltavou – Skochovice – Měchenice – Klínec – Bojov – Bojanovice – Čisovice – Rymaně – Mníšek pod Brdy – Nová Ves pod Pleší – Malá Hraštice – Mokrovraty – Stará Huť – Dobříš
- S90 (Trať 220): Benešov u Prahy – Bystřice u Benešova – Tomice – Olbramovice – Votice – Heřmaničky – Ješetice – Červený Újezd u Votic – Střezimíř – Mezno – Sudoměřice u Tábora – Chotoviny – Tábor
- S98 (Trať 223): Olbramovice – Vrchotovy Janovice – Voračice – Minartice – Štětkovice – Kosova Hora – Sedlčany
- S99 (Trať 222): Benešov u Prahy – Myslíč – Struhařov – Dobříčkov – Postupice – Městečko u Benešova – Lhota Veselka – Domašín – Znosim – Vlašim – Vlašim zastávka – Bolina – Zdislavice – Trhový Štěpánov
- R20 dříve R4 (Trať 090+Trať 091): Praha hlavní nádraží – Praha-Holešovice – Praha-Podbaba – Kralupy nad Vltavou – Hněvice – Roudnice nad Labem
- R21 dříve R3 (Trať 070): Praha-Vršovice – Praha hlavní nádraží – Praha-Vysočany – Praha-Čakovice – Neratovice – Všetaty – Mladá Boleslav hlavní nádraží – Bakov nad Jizerou – Bakov nad Jizerou město – Mnichovo Hradiště – Turnov
- R23 dříve R32 (Trať 072+Trať 231): Štětí – Mělník – Všetaty – Stará Boleslav – Lysá nad Labem – Nymburk hlavní nádraží – Poděbrady – Velký Osek – Kolín
- R24 dříve R5 (Trať 120): Praha Masarykovo nádraží – Praha-Dejvice – Praha-Veleslavín – Hostivice – Kladno – Kačice – Stochov – Nové Strašecí – Lužná u Rakovníka – Rakovník
- R43 dříve R3 (Trať 070+Trať 072): Praha-Vršovice – Praha hlavní nádraží – Praha-Vysočany – Praha-Čakovice – Neratovice – Všetaty – Mělník
- R44 dříve R4 (Trať 090+Trať 091): Praha Masarykovo nádraží – Praha-Podbaba – Kralupy nad Vltavou
- R45 dříve R5 (Trať 120+Trať 093): Praha Masarykovo nádraží – Praha-Dejvice – Praha-Veleslavín – Hostivice – Kladno – Kladno město – Kladno-Ostrovec
- U21 (Trať 096): Roudnice nad Labem – Roudnice nad Labem-Bezděkov – Roudnice nad Labem město – Roudnice nad Labem-Hracholusky – Kleneč – Vražkov – Straškov – Bříza obec (linka RegioTaktu Ústeckého kraje, zachování označení U21 i v rámci PID)
- U22 (Trať 095+Trať 096): Vraňany – Horní Beřkovice – Kostomlaty pod Řípem – Ctiněves – Mnetěš – Straškov – Bříza obec (linka RegioTaktu Ústeckého kraje, zachování označení U22 i v rámci PID)
- L4 (Trať 080): Bakov nad Jizerou – Malá Bělá – Bělá pod Bezdězem zastávka – Bělá pod Bezdězem – Bělá pod Bezdězem město – Bezděz – Okna – Doksy (jako L4 dále do žst. Jedlová, linka Integrovaného dopravního systému Libereckého kraje zasahující na území Středočeského kraje)

Od 3. ledna 2017 došlo ke změně tarifu, podle které na rychlíkových linkách objednávaných ministerstvem dopravy (R20, R21, R23, R24) bylo nově možné navazovat tarify PID a ČD pouze ve stanicích, kde vlak zastavuje, zatímco dosud to bylo možné v poslední stanici na území Prahy, i když v ní vlak nezastavoval. Na ostatních linkách S i R platilo původní pravidlo. Změna se netýkala návaznosti předplatních kupónů pro Prahu a jednotlivých jízdenek PID pro vnější pásma, které i nadále bylo možné navazovat i ve stanici, kde vlak nestaví.
K 9. prosinci 2018 byla linka S41 přejmenována na S49 (vzhledem k tomu, že od tohoto data zajížděl spoj do Hostivaře denně, nikoli už jen o víkendech).
13. prosince 2020 byla zřízena železniční zastávka Praha-Eden a současně byla zrušena železniční zastávka Praha-Strašnice zastávka.
24. září 2021 byla zřízena železniční stanice Praha-Zahradní Město pro linky S9 a R49, od 12. prosince 2021 zde zastavují i rychlíky linky R17.
10. prosince 2023 byla zřízena železniční zastávka Praha-Rajská zahrada.

### Esko v roce 2025[44]
Značnou část linek zajišťují České dráhy. Mezi další dopravce patří Arriva vlaky, RegioJet, KŽC Doprava, Die Länderbahn CZ a Leo Express.

#### Linky S (osobní vlaky)
- S1 (Trať 011): Praha Masarykovo nádraží – Praha-Libeň – Praha-Kyje – Praha-Dolní Počernice – Praha-Běchovice – Praha-Běchovice střed – Praha-Klánovice – Úvaly – Tuklaty – Roztoklaty – Český Brod – Klučov – Poříčany – Tatce – Pečky – Cerhenice – Velim – Nová Ves u Kolína – Kolín zastávka – Kolín
- S2 (Trať 231): Praha hlavní nádraží – Praha-Vysočany – Praha-Rajská zahrada – Praha-Horní Počernice – Zeleneč – Mstětice – Čelákovice – Čelákovice-Jiřina – Lysá nad Labem – Ostrá – Stratov – Kostomlaty nad Labem – Kamenné Zboží – Nymburk hlavní nádraží – Velké Zboží – Poděbrady – Libice nad Cidlinou – Velký Osek – Veltruby – Kolín-Zálabí – Kolín
- S3 (Trať 070): Praha hlavní nádraží – Praha-Vysočany – Praha-Rajská zahrada – Praha-Satalice – Praha-Kbely – Praha-Čakovice – Hovorčovice – Měšice u Prahy – Zlonín – Kojetice u Prahy – Neratovice sídliště – Neratovice – Tišice – Všetaty ( – Malý Újezd – Mělník) – Byšice – Kojovice – Košátky – Kropáčova Vrutice – Zdětín u Chotětova – Chotětov – Krnsko – Mladá Boleslav hlavní nádraží – Mladá Boleslav město
- S4 (Trať 090): (Praha hlavní nádraží – ) Praha-Holešovice – Praha-Podbaba – Praha-Sedlec – Roztoky u Prahy – Roztoky-Žalov – Úholičky – Řež – Libčice nad Vltavou-Letky – Libčice nad Vltavou – Dolany nad Vltavou – Kralupy nad Vltavou – Nelahozeves zámek – Nelahozeves – Nové Ouholice – Mlčechvosty – Vraňany – Cítov – Dolní Beřkovice – Horní Počaply – Hněvice (dále jako U4 Dopravy Ústeckého kraje: Záluží – Dobříň – Roudnice nad Labem – Hrobce – Oleško – Hrdly – Bohušovice nad Ohří – Nové Kopisty – Lukavec – Lovosice – Lovosice město – Malé Žernoseky – Litochovice nad Labem – Prackovice nad Labem – Dolní Zálezly – Ústí nad Labem hlavní nádraží)
- S5 (Trať 120+Trať 093): Praha-Dejvice – Praha-Veleslavín – Praha-Ruzyně – Hostivice – Jeneč – Pavlov – Unhošť – Kladno – Kladno město – Kladno-Ostrovec – Kladno-Švermov – Kladno-Dubí (popřípadě z železniční zastávky Kladno-Švermov dále jako S45: Brandýsek – Dřetovice – Zákolany – Otvovice – Kralupy nad Vltavou-Minice – Kralupy nad Vltavou)
- S6 (Trať 173): Praha-Smíchov – Praha-Hlubočepy – Praha-Holyně – Praha-Řeporyje – Zbuzany – Jinočany – Rudná u Prahy – Rudná zastávka – Nučice – Nučice zastávka – Loděnice – Vráž u Berouna – Beroun-Závodí – Beroun
- S7 (Trať 171+Trať 011): Praha hlavní nádraží – Praha-Smíchov – Praha-Velká Chuchle – Praha-Radotín – Černošice – Černošice-Mokropsy – Všenory – Dobřichovice – Řevnice – Zadní Třebaň – Karlštejn – Srbsko – Beroun
- S8 (Trať 210): Praha hlavní nádraží – Praha-Vršovice – Praha-Kačerov – Praha-Krč – Praha-Braník – Praha-Modřany zastávka – Praha-Komořany – Praha-Zbraslav – Dolní Břežany-Jarov – Vrané nad Vltavou – Skochovice – Davle – Petrov-Chlomek – Petrov u Prahy – Luka pod Medníkem – Jílové u Prahy – Kamenný Přívoz – Prosečnice – Krhanice – Chrást nad Sázavou – Týnec nad Sázavou – Pecerady – Poříčí nad Sázavou-Svárov – Poříčí nad Sázavou – Čerčany
- S9 (Trať 231+Trať 221): Milovice – Lysá nad Labem – Čelákovice-Jiřina – Čelákovice – Zeleneč  –  Mstětice – Praha-Horní Počernice – Praha-Rajská zahrada – Praha-Vysočany – Praha hlavní nádraží – Praha-Vršovice – Praha-Eden – Praha-Zahradní Město – Praha-Hostivař – Praha-Horní Měcholupy – Praha-Uhříněves – Praha-Kolovraty – Říčany – Světice – Strančice – Mnichovice – Mirošovice u Prahy – Senohraby – Čtyřkoly – Pyšely – Čerčany – Mrač – Benešov u Prahy
- S10 (Trať 010): Kolín – Kolín dílny – Starý Kolín – Záboří nad Labem – Týnec nad Labem – Kojice – Chvaletice – Řečany nad Labem – Lhota pod Přeloučí – Přelouč ( – Valy u Přelouče – Pardubice-Opočínek – Pardubice-Svítkov – Pardubice hlavní nádraží – Pardubice-Černá za Bory – Kostěnice – Moravany – Uhersko – Sedlíšťka – Zámrsk – Dobříkov u Chocně – Sruby – Choceň – Brandýs nad Orlicí – Ústí nad Orlicí – Ústí nad Orlicí město – Dlouhá Třebová – Česká Třebová)
- S11 (Trať 012): Pečky – Radim – Chotusice – Chroustov – Vrbčany – Plaňany – Plaňany zastávka – Žabonosy – Zalešany – Bošice – Kouřim
- S12 (Trať 060): Nymburk hlavní nádraží – Nymburk město – Hořátev – Sadská – Třebestovice – Poříčany
- S18 (Trať 014+Trať 212): Kolín – Kolín místní nádraží – Hluboký Důl – Červené Pečky – Ratboř – Kořenice – Chotouchov – Pučery – Bečváry – Drahobudice – Hatě – Chmeliště – Uhlířské Janovice – Mitrov – Mirošovice u Rataj nad Sázavou – Rataje nad Sázavou předměstí – Rataje nad Sázavou – Ledečko – Samopše – Sázava
- S20 (Trať 230+Trať 250): Kolín – Hlízov – Kutná Hora hlavní nádraží – Církvice – Třebešice – Čáslav – Horky u Čáslavi – Golčův Jeníkov – Golčův Jeníkov město – Vlkaneč – Nová Ves u Leštiny – Leština u Světlé – Sázavka – Světlá nad Sázavou-Josefodol – Světlá nad Sázavou ( – Okrouhlice – Havlíčkův Brod – Pohled – Stříbrné Hory – Přibyslav zastávka – Přibyslav – Ronov nad Sázavou – Nížkov – Sázava u Žďáru – Hamry nad Sázavou – Žďár nad Sázavou)
- S21 (Trať 061): Nymburk hlavní nádraží – Veleliby – Jíkev – Oskořínek – Křinec – Ledečky – Rožďalovice – Mlýnek – Kopidlno – Pševes – Bartoušov zastávka – Žitětín – Jičíněves – Nemyčeves – Staré Místo u Jičína – Jičín
- S22 (Trať 231+Trať 232): Praha hlavní nádraží – Praha-Vysočany – Praha-Rajská zahrada – Praha-Horní Počernice – Zeleneč – Mstětice – Čelákovice – Čelákovice-Jiřina – Lysá nad Labem – Milovice
- S23 (Trať 074): Čelákovice – Čelákovice zastávka – Lázně Toušeň – Brandýs nad Labem zastávka – Brandýs nad Labem-Zápská – Brandýs nad Labem – Polerady nad Labem – Kostelec nad Labem – Jiřice – Lobkovice – Neratovice město – Neratovice
- S27 (Trať 236): Čáslav – Vrdy-Koudelov – Skovice – Žleby – Žleby zastávka – Ronov nad Doubravou – Ronov nad Doubravou zastávka – Žlebské Chvalovice – Závratec – Třemošnice
- S28 (Trať 235): Kutná Hora hlavní nádraží – Kutná Hora-Sedlec – Kutná Hora město – Kutná Hora-Vrchlice – Kutná Hora-Poličany – Malešov – Bykáň – Týniště – Krasoňovice – Bahno – Předbořice – Černíny – Štipoklasy – Zbraslavice – Hodkov – Hodkov zastávka – Želivec – Zruč nad Sázavou
- S30 (Trať 070): Mladá Boleslav město – Mladá Boleslav hlavní nádraží – Mladá Boleslav-Debř – Bakov nad Jizerou – Bakov nad Jizerou město – Mnichovo Hradiště – Březina nad Jizerou – Loukov u Mnichova Hradiště – Příšovice – Turnov
- S31 (Trať 071): Mladá Boleslav město – Mladá Boleslav hlavní nádraží – Nepřevázka – Dobrovice – Voděrady – Luštěnice – Čachovice – Všejany – Veleliby – Nymburk hlavní nádraží
- S32 (Trať 072): Lysá nad Labem – Lysá nad Labem-Dvorce – Otradovice – Stará Boleslav – Dřísy – Ovčáry – Všetaty – Malý Újezd – Mělník – Mělník-Mlazice – Liběchov – Štětí (dále jako U32 Dopravy Ústeckého kraje: Hoštka – Polepy – Křešice u Litoměřic – Litoměřice město – Velké Žernoseky – Libochovany – Sebuzín – Ústí nad Labem-Střekov – Ústí nad Labem západ)
- S33 (Trať 072+Trať 064) (Všetaty – Malý Újezd) – Mělník – Velký Bor – Mělnická Vrutice – Hleďsebe – Lhotka u Mělníka zastávka – Lhotka u Mělníka – Nebužely – Živonín – Kanina – Mšeno – Skramouš – Vrátno – Trnová – Sudoměř u Mladé Boleslavi – Skalsko – Katusice – Líny – Bukovno – Mladá Boleslav hlavní nádraží
- S34 (Trať 070): Praha-Vysočany – Praha-Rajská zahrada – Praha-Satalice – Praha-Kbely – Praha-Čakovice
- S36 (Trať 064): Mladá Boleslav hlavní nádraží – Mladá Boleslav město – Řepov – Kolomuty – Březno u Mladé Boleslavi – Dlouhá Lhota – Bechov – Rohatsko – Dolní Bousov – Sobotka – Libošovice – Malechovice – Mladějov v Čechách ( – Hrdoňovice – Libuň – Kněžnice – Cidlina – Kyje u Jičína – Ploužnice – Lomnice nad Popelkou)
- S40 (Trať 110): Kralupy nad Vltavou – Kralupy nad Vltavou předměstí – Zeměchy – Olovnice – Neuměřice – Kamenný Most u Kralup nad Vltavou – Zvoleněves – Podlešín – Slaný předměstí – Slaný (dále jako U40 Dopravy Ústeckého kraje: Slaný – Kralovice u Zlonic – Zlonice – Páleček – Klobouky v Čechách – Vrbičany – Telce – Peruc – Vrbno nad Lesy – Chlumčany u Loun – Louny)
- S43 (Trať 092): Kralupy nad Vltavou – Chvatěruby – Úžice – Netřeba – Chlumín – Neratovice
- S44 (Trať 111): Kralupy nad Vltavou – Kralupy nad Vltavou předměstí – Olovnice zastávka – Velká Bučina – Velvary
- S45 (Trať 120+Trať 093): (Praha-Dejvice – Praha-Veleslavín – Praha-Ruzyně – Hostivice – Jeneč – Pavlov – Unhošť) – Kladno – Kladno město – Kladno-Ostrovec – Kladno-Švermov – Kladno-Dubí – Kladno-Vrapice – Brandýsek – Dřetovice – Zákolany – Otvovice – Kralupy nad Vltavou-Minice – Kralupy nad Vltavou
- S49 (Trať 221+Trať 011+Trať 091) Praha-Hostivař – Praha-Libeň – Praha-Holešovice – Praha-Podbaba – Praha-Sedlec – Roztoky u Prahy
- S50 (Trať 120): Kladno – Kladno-Rozdělov – Kamenné Žehrovice – Kačice – Stochov– Rynholec – Nové Strašecí – Řevničov – Lužná u Rakovníka – Rakovník zastávka – Rakovník
- S54 (Trať 120+Trať 121+Trať 110): Praha-Dejvice – Praha-Veleslavín – Praha-Ruzyně – Hostivice – Jeneč zastávka – Hostouň u Prahy – Dobrovíz-Amazon – Dobrovíz – Středokluky – Tuchoměřice – Noutonice – Kováry – Zákolany zastávka – Koleč – Podlešín – Slaný předměstí – Slaný
- S57 (Trať 161): Rakovník – Rakovník západ – Senomaty – Šanov – Pšovlky – Švihov u Jesenice – Oráčov – Kosobody – Jesenice – Krty – Blatno u Jesenice – Malměřice – Ležky – Lubenec – Lubenec zastávka – Chyše – Protivec – Záhořice – Žlutice ( – Borek u Žlutic – Štědrá – Smilov – Luhov – Toužim – Proseč – Otročín – Bečov nad Teplou)
- S58 (Trať 162): Rakovník – Lubná – Příčina – Zavidov – Všesulov – Čistá – Strachovice – Kožlany – Kralovice u Rakovníka
- S60 (Trať 170+Trať 200+Trať 203): Beroun – Králův Dvůr – Králův Dvůr-Popovice – Zdice – Libomyšl – Lochovice – Rejkovice – Jince – Bratkovice – Příbram – Příbram sídliště – Milín – Ostrov u Tochovic – Tochovice zastávka – Tochovice – Březnice – Hudčice – Slavětín u Březnice – Bělčice – Závišín – Bezdědovice – Blatná ( – Mačkov – Sedlice – Sedlice město – Rojice – Velká Turná – Radomyšl – Radomyšl zastávka – Domanice – Řepice – Strakonice)
- S61 (Trať 011): Praha-Vršovice – Praha hlavní nádraží – Praha-Libeň - Praha-Kyje – Praha-Dolní Počernice – Praha-Běchovice – Praha-Běchovice střed – Praha-Klánovice – Úvaly
- S65 (Trať 171+Trať 122): Praha hlavní nádraží – Praha-Smíchov – Praha-Žvahov – Praha-Jinonice – Praha-Cibulka – Praha-Stodůlky – Praha-Zličín – Hostivice-Sadová – Hostivice – Hostivice-U hřbitova – Chýně – Chýně jih – Rudná u Prahy
- S66 (Trať 200): Březnice – Dobrá Voda u Březnice – Myslín – Mirovice – Horní Nerestce – Čimelice ( – Smetanova Lhota – Dolní Ostrovec – Vráž u Písku – Čížová – Písek-Dobešice – Písek zastávka – Písek – Putim – Heřmaň – Protivín)
- S70 (Trať 170+Trať 183): Beroun – Králův Dvůr – Králův Dvůr-Popovice – Zdice – Stašov – Praskolesy – Hořovice – Cerhovice – Kařez (dále jako P2 Integrované dopravy Plzeňského kraje: Kařízek – Mýto – Holoubkov – Svojkovice – Rokycany – Klabava – Ejpovice – Plzeň-Doubravka – Plzeň hlavní nádraží – Plzeň zastávka – Plzeň-Doudlevce – Dobřany zastávka – Dobřany – Chlumčany u Dobřan – Přeštice-Zastávka – Přeštice – Lužany – Borovy – Červené Poříčí – Švihov u Klatov – Dehtín – Točník – Klatovy)
- S75 (Trať 174): Beroun – Beroun-Závodí – Hýskov – Nižbor – Žloukovice – Račice nad Berounkou – Zbečno – Újezd nad Zbečnem – Roztoky u Křivoklátu – Křivoklát – Městečko u Křivoklátu – Pustověty – Lašovice – Chlum u Rakovníka – Rakovník ( – Rakovník západ)
- S76 (Trať 172): Lochovice – Neumětely – Radouš – Hostomice pod Brdy – Osov – Vižina – Všeradice – Nesvačily – Skuhrov pod Brdy – Liteň – Běleč – Zadní Třebaň
- S80 (Trať 212): Čerčany – Lštění – Zlenice – Hvězdonice – Chocerady – Vlkovec – Samechov – Stříbrná Skalice – Plužiny – Sázava zastávka – Sázava – Samopše – Ledečko – Rataje nad Sázavou zastávka – Rataje nad Sázavou-Ivaň – Malovidy – Český Šternberk – Český Šternberk zastávka – Soběšín – Vranice – Kácov – Kácov zastávka – Střechov nad Sázavou – Čížkov – Chabeřice – Zruč nad Sázavou zastávka – Zruč nad Sázavou – Horka nad Sázavou – Laziště – Vlastějovice – Budčice – Chřenovice – Chřenovice-Podhradí – Ledeč nad Sázavou
- S82 (Trať 212): Ledeč nad Sázavou – Horní Ledeč – Vilémovice – Stvořidla – Smrčná – Mrzkovice – Dolní Březinka – Světlá nad Sázavou město – Světlá nad Sázavou ( – Pohleď – Okrouhlice – Havlíčkův Brod-Perknov – Havlíčkův Brod)
- S88 (Trať 210): Praha hlavní nádraží – Praha-Vršovice – Praha-Kačerov – Praha-Krč – Praha-Braník – Praha-Modřany zastávka – Praha-Komořany – Praha-Zbraslav – Dolní Břežany-Jarov – Vrané nad Vltavou – Skochovice – Měchenice – Klínec – Bojov – Bojanovice – Čisovice – Rymaně – Mníšek pod Brdy – Nová Ves pod Pleší – Malá Hraštice – Mokrovraty – Stará Huť – Dobříš
- S90 (Trať 220): Olbramovice – Votice – Heřmaničky – Ješetice – Červený Újezd u Votic zastávka – Střezimíř – Mezno ( – Sudoměř u Tábora – Chotoviny – Tábor)
- S98 (Trať 220+Trať 223): Benešov u Prahy – Bystřice u Benešova – Tomice – Olbramovice – Vrchotovy Janovice – Voračice – Minartice – Štětkovice – Kosova Hora – Sedlčany
- S99 (Trať 222): Benešov u Prahy – Myslíč – Struhařov – Dobříčkov – Postupice – Městečko u Benešova – Lhota Veselka – Domašín – Zlosim – Vlašim

#### Mezikrajské linky (osobní vlaky)
- P2 (Trať 170+Trať 183): (do Kařezu jako S70 Pražské integrované dopravy: Kařez – Kařízek – Mýto – Holoubkov – Svojkovice – Rokycany ( – Klabava – Ejpovice – Plzeň-Doubravka – Plzeň hlavní nádraží – Plzeň zastávka – Plzeň-Doudlevce – Dobřany zastávka – Dobřany – Chlumčany u Dobřan – Přeštice-Zastávka – Přeštice – Lužany – Borovy – Červené Poříčí – Švihov u Klatov – Dehtín – Točník – Klatovy)
- L4 (Trať 070+Trať 080+Trať 081): Mladá Boleslav hlavní nádraží – Bakov nad Jizerou – Malá Bělá – Bělá pod Bezdězem zastávka – Bělá pod Bezdězem – Bělá pod Bezdězem město – Bezděz – Okna – Doksy – Staré Splavy ( – Jestřebí – Česká Lípa hlavní nádraží – Česká Lípa střelnice – Skalice u České Lípy – Nový Bor – Svor – Nová Huť v Lužických horách – Jedlová – Rybniště – Krásná Lípa – Rumburk)
- U4 (Trať 090): (do Hněvic jako S4 Pražské integrované dopravy: Hněvice – Záluží – Dobříň – Roudnice nad Labem ( – Hrobce – Oleško – Hrdly – Bohušovice nad Ohří – Nové Kopisty – Lukavec – Lovosice – Lovosice město – Malé Žernoseky – Litochovice nad Labem – Prackovice nad Labem – Dolní Zálezly – Ústí nad Labem hlavní nádraží)
- U11 (Trať 087+Trať 114): (Česká Lípa hlavní nádraží – Zahrádky u České Lípy – Stvolínky – Kravaře v Čechách – Blíževedly – Dubičná – Úštěk – Liběšice – Horní Řepčice – Ploskovice – Trnovany u Litoměřic – Litoměřice horní nádraží – Litoměřice Cihelna – Žalhostice – Lovosice závod – Lovosice – Sulejovice – Čížkovice – Úpohlavy – Chotěšov pod Hazmburkem – Slatina pod Hazmburkem – Libochovice – Libochovice město – Dubany – Křesín – Koštice nad Ohří – Pátek – Slavětín nad Ohří – Veltěže) – Louny – Louny střed – Louny město – Březno u Postoloprt ( – Postoloprty)
- U12 (Trať 135+Trať 126) (Osek město – Lom u Mostu zastávka – Louka u Litvínova – Litvínov město – Most-Minerva – Most-Kopisty – Most – Obrnice – Bečov u Mostu – Břvany – Lenešice – Dobroměřice) – Louny – Louny střed – Louny město – Jimlín – Opočno u Loun – Touchovice u Loun – Hřivice – Konětopy – Solopysky – Domoušice – Mutějovice – Kounov – Svojetín – Hořesedly – Chrášťany – Rakovník
- U14 (Trať 120+Trať 124+Trať 130+Trať 133): Rakovník – Rakovník zastávka – Lužná u Rakovníka – Krupá – Mutějovice zastávka – Milostín – Deštnice – Želeč – Měcholupy – Holedeček – Veletice – Trnovany – Žatec ( – Žiželice – Hořetice – Březno u Chomutova – Chomutov – Chomutov město – Jirkov)
- U21 (Trať 090+Trať 095/096): Roudnice nad Labem – Roudnice nad Labem-Bezděkov – Roudnice nad Labem město – Roudnice nad Labem-Hracholusky – Kleneč – Vražkov – Straškov – Bříza obec
- U22 (Trať 095/096): Vraňany – Horní Beřkovice – Kostomlaty pod Řípem – Ctiněves – Mnetěš – Straškov – Bříza obec
- U40 (Trať 110): Slaný – Kralovice u Zlonic – Zlonice – Páleček – Klobouky v Čechách – Vrbičany – Telce – Peruc – Vrbno nad Lesy – Chlumčany u Loun – Louny
- U54 (Trať 090): Hněvice – Roudnice nad Labem ( – Hrobce – Hrdly – Bohušovice nad Ohří – Nové Kopisty – Lukavec – Lovosice – Lovosice město – Malé Žernoseky – Litochovice nad Labem – Prackovice nad Labem – Dolní Zálezly – Ústí nad Labem hlavní nádraží – Ústí nad Labem sever – Neštěmice – Povrly – Děčín hlavní nádraží)
- V5 (Trať 041): Turnov – Turnov město – Karlovice-Sedmihorky – Hrubá Skála – Borek pod Troskami – Ktová – Rovensko pod Troskami – Libuň zastávka – Libuň – Jinolice – Jičín zastávka – Jičín ( – Ostroměř – Hořice v Podkrkonoší – Hradec Králové hlavní nádraží)
- V41 (Trať 231+Trať 020+Trať 040): Kolín – Kolín-Zálabí – Velký Osek – Sány – Dobšice nad Cidlinou – Převýšov – Chlumec nad Cidlinou ( – Nový Bydžov – Skřivany – Smidary – Ohnišťany – Ostroměř – Lázně Bělohrad – Nová Paka – Nová Paka město – Stará Paka – Roztoky u Jilemnice – Martinice v Krkonoších – Horní Branná – Kunčice nad Labem – Hostinné město – Hostinné – Trutnov hlavní nádraží)
- V50 (Trať 041): Turnov – Turnov město – Karlovice-Sedmihorky – Hrubá Skála – Borek pod Troskami – Ktová – Rovensko pod Troskami – Semínova Lhota – Jivany – Libuň zastávka – Libuň – Jinolice – Železnice – Jičín zastávka – Jičín ( – Vitiněves – Butoves – Kovač – Sobčice – Ostroměř – Dobrá Voda u Hořic – Hořice v Podkrkonoší – Jeřice – Třebovětice – Cerekvice nad Bystřicí – Hněvčeves – Sadová – Dohalice – Dlouhé Dvory – Všestary – Plotiště nad Labem – Hradec Králové hlavní nádraží)
- V51 (Trať 062+Trať 020+Trať 046): Městec Králové – Běrunice – Slibovice – Lovčice obec – Chlumec nad Cidlinou ( – Nový Bydžov – Skřivany – Smidary – Ohnišťany – Ostroměř – Šárovcova Lhota – Lázně Bělohrad – Horní Nová Ves – Nová Paka – Nová Paka město – Stará Paka – Ústí u Staré Paky – Syřenov – Nová Ves nad Popelkou – Lomnice nad Popelkou)

#### Linky R (rychlíky a spěšné vlaky)
- Orlice (Trať 024+Trať 010+Trať 011): (Lichkov – Mladkov – Těchonín – Jamné nad Orlicí – Jablonné nad Orlicí – Verměřovice – Letohrad – Dolní Dobrouč – Dolní Libchavy – Ústí nad Orlicí – Brandýs nad Orlicí – Choceň – Pardubice-Pardubičky – Pardubice hlavní nádraží) – Přelouč – Kolín – Praha-Libeň – Praha hlavní nádraží
- R9 (Vysočina) (Trať 011+Trať 230+Trať 250): Praha-Vršovice – Praha hlavní nádraží – Praha-Libeň – Kolín – Kutná Hora hlavní nádraží – Čáslav – Golčův Jeníkov město – Světlá nad Sázavou ( – Havlíčkův Brod – Přibyslav – Žďár nad Sázavou – Křižanov – Brno hlavní nádraží)
- R10 (Krakonoš) (Trať 231+Trať 020+Trať 031+Trať 032): Praha hlavní nádraží – Praha-Vysočany – Nymburk hlavní nádraží – Poděbrady – Chlumec nad Cidlinou ( – Hradec Králové hlavní nádraží – Jaroměř – Česká Skalice – Starkoč – Červený Kostelec – Rtyně v Podkrkonoší – Malé Svatoňovice – Velké Svatoňovice – Trutnov střed – Trutnov hlavní nádraží)
- R10 (Hradečan) (Trať 231+Trať 020): Praha hlavní nádraží – Praha-Vysočany – Nymburk hlavní nádraží – Poděbrady – Chlumec nad Cidlinou ( – Hradec Králové hlavní nádraží)
- R16 (Berounka) (Trať 171+Trať 170+Trať 183): Praha hlavní nádraží – Praha-Smíchov – Beroun – Zdice – Hořovice – Kařez – Rokycany – Plzeň hlavní nádraží ( – Plzeň zastávka – Dobřany – Chlumčany u Dobřan – Přeštice – Švihov u Klatov – Bezděkov u Klatov – Janovice nad Úhlavou – Nýrsko – Dešenice – Zelená Lhota – Hamry-Hojsova Stráž – Hojsova Stráž-Brčálník – Špičák – Železná Ruda město – Železná Ruda centrum – Železná Ruda-Alžbětín)
- R17 (Lužnice) (Trať 221+Trať 220+Trať 226): Praha hlavní nádraží – Praha-Vršovice – Praha-Zahradní Město – Benešov u Prahy – Olbramovice – Tábor ( – Planá nad Lužnicí – Soběslav – Veselí nad Lužnicí – Třeboň – Třeboň lázně – Majdalena – Suchdol nad Lužnicí zastávka– České Velenice)
- R17 (Vltava) (Trať 221+Trať 220): Praha hlavní nádraží – Praha-Vršovice – Praha-Zahradní Město – Benešov u Prahy – Olbramovice – Tábor ( – Planá nad Lužnicí – Soběslav – Veselí nad Lužnicí – České Budějovice)
- R17 (Silva Nortica) (Trať 221+Trať 220+Trať 226): Praha hlavní nádraží – Praha-Vršovice – Praha-Zahradní Město – Benešov u Prahy – Olbramovice – Tábor ( – Planá nad Lužnicí – Soběslav – Veselí nad Lužnicí – Třeboň – Třeboň lázně – Majdalena – Suchdol nad Lužnicí zastávka – České Velenice a dále ve směru do Vídně)
- R18 (Slovácký expres) (Trať 210+Trať 011+Trať 010+Trať 270+Trať 330+Trať 340+Trať 341): Praha-Vršovice – Praha hlavní nádraží – Praha-Libeň – Kolín – Přelouč ( – Pardubice hlavní nádraží – Choceň – Ústí nad Orlicí – Česká Třebová – Olomouc hlavní nádraží – Přerov – Hulín – Otrokovice – Staré Město u Uherského Hradiště – Uherské Hradiště – Uherský Brod – Újezdec u Luhačovic – Luhačovice)
- R18 (Slovácký expres) (Trať 210+Trať 011+Trať 010+Trať 270+Trať 330+Trať 340): Praha-Vršovice – Praha hlavní nádraží – Praha-Libeň – Kolín – Přelouč ( – Pardubice hlavní nádraží – Choceň – Ústí nad Orlicí – Česká Třebová – Olomouc hlavní nádraží – Přerov – Hulín – Otrokovice – Staré Město u Uherského Hradiště – Uherské Hradiště – Veselí nad Morou)
- R18 (Zlínský expres) (Trať 210+Trať 011+Trať 010+Trať 270+Trať 330+Trať 331): Praha-Vršovice – Praha hlavní nádraží – Praha-Libeň – Kolín – Přelouč ( – Pardubice hlavní nádraží – Choceň – Ústí nad Orlicí – Česká Třebová – Olomouc hlavní nádraží – Přerov – Hulín – Otrokovice – Zlín střed)

- R19 (Třebovka) (Trať 210+Trať 011+Trať 010): Praha-Vršovice – Praha hlavní nádraží – Praha-Libeň – Kolín – Přelouč ( – Pardubice hlavní nádraží – Choceň – Ústí nad Orlicí – Česká Třebová)
- R19 (Svitava) (Trať 210+Trať 011+Trať 010+Trať 260): Praha-Vršovice – Praha hlavní nádraží – Praha-Libeň – Kolín – Přelouč ( – Pardubice hlavní nádraží – Choceň – Ústí nad Orlicí – Česká Třebová – Svitavy – Březová nad Svitavou – Letovice – Skalice nad Svitavou – Blansko – Brno hlavní nádraží)

- R20 (Labe) (Trať 091+Trať 090): Praha hlavní nádraží – Praha-Holešovice – Praha-Podbaba – Kralupy nad Vltavou – Hněvice – Roudnice nad Labem ( – Bohušovice nad Ohří – Lovosice – Ústí nad Labem hlavní nádraží – Děčín hlavní nádraží)
- R21 (Trať 070+Trať 030+Trať 035): Praha hlavní nádraží – Praha-Vysočany – Praha-Čakovice – Neratovice sídliště – Neratovice – Všetaty – Mladá Boleslav hlavní nádraží – Bakov nad Jizerou město – Mnichovo Hradiště – Turnov ( – Malá Skála – Železný Brod – Jesenný Plavy – Velké Hamry město – Tanvald)
- R22 (Trať 231+Trať 071+Trať 070+Trať 080+Trať 081): Kolín – Poděbrady – Nymburk hlavní nádraží – Mladá Boleslav hlavní nádraží – Bakov nad Jizerou – Bělá pod Bezdězem – Bezděz – Doksy – Staré Splavy – Česká Lípa hlavní nádraží ( – Česká Lípa střelnice – Nový Bor – Svor – Jedlová – Rybniště – Krásná Lípa – Rumburk)
- R23 (RegioJet) (Trať 231+Trať 072): Kolín – Velký Osek – Poděbrady – Nymburk hlavní nádraží – Lysá nad Labem – Stará Boleslav – Všetaty – Mělník – Štětí ( – Litoměřice město – Ústí nad Labem-Střekov – Ústí nad Labem západ – Ústí nad Labem)
- R24 (Trať 120): Praha-Dejvice – Praha-Veleslavín – Hostivice – Kladno – Kačice – Stochov – Nové Strašecí – Lužná u Rakovníka – Rakovník

- R26 (Trať 171+Trať 173+Trať 170+Trať 200+Trať 220): Praha hlavní nádraží – Praha-Smíchov – Beroun – Zdice – Lochovice – Jince – Příbram – Březnice – Mirovice – Čimelice ( – Čížová – Písek – Protivín – Protivín zastávka – Číčenice – Zliv – České Budějovice) (jeden z ranních spojů během pracovních dnů, ve směru z Písku do Prahy, zastavuje také v železniční zastávce Příbram sídliště)

- R41 (Vrchlice) (Trať 011+Trať 230): Praha hlavní nádraží – Praha-Libeň – Český Brod  – Poříčany – Tatce – Pečky – Cerhenice – Velim – Nová Ves u Kolína – Kolín zastávka – Kolín – Kutná Hora hlavní nádraží
- R43 (Jizera) (Trať 070): Praha hlavní nádraží – Praha-Vysočany – Praha-Čakovice – Neratovice sídliště – Neratovice – Tišice – Všetaty – Byšice – Kojovice – Košátky – Kropáčova Vrutice – Zdětín u Chotětova – Chotětov – Krnsko – Mladá Boleslav hlavní nádraží – Mladá Boleslav město (popřípadě dále jako S30: Bakov nad Jizerou – Bakov nad Jizerou město – Mnichovo Hradiště – Březina nad Jizerou – Loukov u Mnichova Hradiště – Příšovice – Turnov)
- R44 (Trať 090): Praha-Holešovice – Praha-Podbaba – Libčice nad Vltavou – Kralupy nad Vltavou (dále jako S40: Kralupy nad Vltavou – Kralupy nad Vltavou předměstí – Zeměchy – Olovnice – Neuměřice – Kamenný Most u Kralup nad Vltavou – Zvoleněves – Podlešín – Slaný předměstí – Slaný)
- R45 (Trať 120+Trať 093): Praha-Dejvice – Praha-Veleslavín – Praha-Ruzyně – Hostivice – Jeneč – Kladno – Kladno město – Kladno-Ostrovec (v opačném směru vyjíždí z železniční stanice Kladno-Dubí a jede také přes železniční zastávku Kladno-Švermov a nestaví v Jenči)
- R49 (Sázava) (Trať 221+Trať 223+Trať 220): Praha hlavní nádraží – Praha-Vršovice – Praha-Eden – Praha-Zahradní Město – Praha-Hostivař – Říčany – Mnichovice – Senohraby – Čerčany – Benešov u Prahy – Bystřice u Benešova – Tomice – Olbramovice – Votice – Heřmaničky – Ješetice – Červený Újezd u Votic zastávka – Střezimíř – Mezno – Sudoměřice u Tábora – Chotoviny – Tábor

#### Turistické linky (osobní a spěšné vlaky)
- T1 (Pražský motoráček) (Trať 171+Trať 122): Praha hlavní nádraží – Praha-Smíchov – Praha-Žvahov – Praha-Jinonice – Praha-Cibulka – Praha-Stodůlky – Praha-Zličín
- T2 (Český ráj) (Trať 011+Trať 061+Trať 041): Praha hlavní nádraží – Praha-Libeň – Nymburk město – Křinec – Rožďalovice – Kopidlno – Jičín – Železnice – Jinolice – Libuň – Rovensko pod Troskami – Ktová – Borek pod Troskami – Hrubá Skála – Karlovice-Sedmihorky – Turnov město – Turnov
- T3 (Kokořínský rychlík) (Trať 210+Trať 070+Trať 072+Trať 076): Praha-Vršovice – Praha hlavní nádraží – Praha-Vysočany – Praha-Kbely – Praha-Čakovice – Neratovice – Všetaty – Mělník – Lhotka u Mělníka – Kanina – Mšeno
- T4 (Cyklohráček) (Trať 171+Trať 122+Trať 121+Trať 110): Praha hlavní nádraží – Praha-Smíchov – Praha-Jinonice – Praha-Cibulka – Praha-Zličín – Hostivice – Jeneč zastávka – Hostouň u Prahy – Dobrovíz – Středokluky – Tuchoměřice – Noutonice – Kováry – Zákolany zastávka – Koleč – Podlešín – Slaný předměstí – Slaný (v opačném směru jeden spoj vyjíždí až ze Zlonic a staví také v železniční zastávce Dobrovíz-Amazon)
- T6 (Cyklo Brdy) (Trať 171+Trať 170+Trať 200+Trať 203): Praha hlavní nádraží – Praha-Smíchov – Beroun – Zdice – Lochovice – Jince – Příbram – Příbram sídliště – Milín – Březnice – Hudčice – Bělčice – Blatná
- T7 (Rakovnický rychlík) (Trať 171+Trať 173+Trať 174): Praha hlavní nádraží – Praha-Smíchov – Beroun-Závodí – Nižbor – Zbečno – Roztoky u Křivoklátu – Křivoklát – Rakovník / Beroun – Nižbor – Zbečno – Roztoky u Křivoklátu – Křivoklát – Rakovník
- T8 (Posázavský motoráček) (Trať 210): Praha hlavní nádraží – Praha-Vršovice – Praha-Braník – Vrané nad Vltavou – Davle – Petrov u Prahy – Luka pod Medníkem – Jílové u Prahy – Týnec nad Sázavou – Čerčany
- T9 (Trať 204): Březnice – Zadní Poříčí – Oslí – Skuhrov pod Třemšínem – Rožmitál pod Třemšínem
- T10 (Lužnickohorský rychlík) (Trať 210+Trať 070+Trať 080+Trať 081+Trať 084): Praha-Vršovice – Praha hlavní nádraží – Praha-Vysočany – Praha-Kbely – Praha-Čakovice – Neratovice – Všetaty – Mladá Boleslav hlavní nádraží – Bezděz – Doksy – Staré Splavy ( – Česká Lípa hlavní nádraží – Česká Lípa střelnice – Nový Bor – Svor – Jedlová – Chřibská – Rybniště – Krásná Lípa město – Krásná Lípa – Panský – Brtníky – Mikulášovice střed – Mikulášovice dolní nádraží)
- T88 (Brdský motoráček) (Trať 210): Praha hlavní nádraží – Praha-Vršovice – Praha-Braník – Vrané nad Vltavou – Měchenice – Bojov – Čisovice – Mníšek pod Brdy – Nová Ves pod Pleší – Malá Hraštice – Stará Huť – Dobříš

## Plánované linky
- S61: Praha-Smíchov – Praha-Vršovice – Praha-Běchovice; zprovoznění v plné kvalitě závisí na modernizaci trati a zřízení nových zastávek (Praha-Výtoň, Praha-Eden (zprovozněna 2020), Praha-Zahradní Město (zprovozněna 2021), Praha-Depo Hostivař, Praha-Jiráskova čtvrť, Praha-Jahodnice, Praha-Hostavice)[46] Dle vyjádření mluvčího ROPIDu z r. 2019 by mohla jezdit již od roku 2022.[47] V roce 2021 byl vysoutěžen provoz v úseku Praha-Vršovice – Praha-Běchovice od prosince 2024 (na 15 let).[48] V únoru 2024 bylo oznámeno, že se do plánovaného zahájení provozu linky v prosinci téhož roku nepodaří vybudovat zastávky, přes něž linka měla jezdit, a vedla se jednání o změně její trasy tak, aby dočasně zahustila spojení stanice Praha-Běchovice s centrem Prahy; ve hře je i prodloužení o úsek Praha-Běchovice – Úvaly.[49] V listopadu 2024 ROPID oznámil, že linka začne kvůli pozdnímu dodání nových elektrických jednotek jezdit až od konce března 2025 a provizorně obslouží úsek Praha hlavní nádraží – Praha-Libeň – Praha-Kyje – Praha-Dolní Počernice – Praha-Běchovice – Praha-Běchovice střed – Praha-Klánovice – Úvaly. Spoj bude jezdit ve všední dny v intervalu 30 minut, zatímco o víkendech bude interval mezi spoji hodinový a vlaky budou jezdit z hlavního nádraží až do Vršovic.[50]Linka začala fungovat 1. dubna 2025. Dopravce je RegioJet.[51][52]
- S71: Praha-Radotín – Praha-Krč – Praha-Depo Hostivař – Praha-Běchovice; zprovoznění v plné kvalitě závisí na modernizaci trati a zřízení nových zastávek (Praha-Velká Chuchle – v roce 2022 byla původní zastávka zrušena a nahrazena novou, Praha-Kačerov – spojovací trať, Praha-Spořilov – znovuzřízení, Praha-Zahradní Město (zprovozněna v roce 2021), Praha-Depo Hostivař).[46]